# Історія євреїв у Польщі

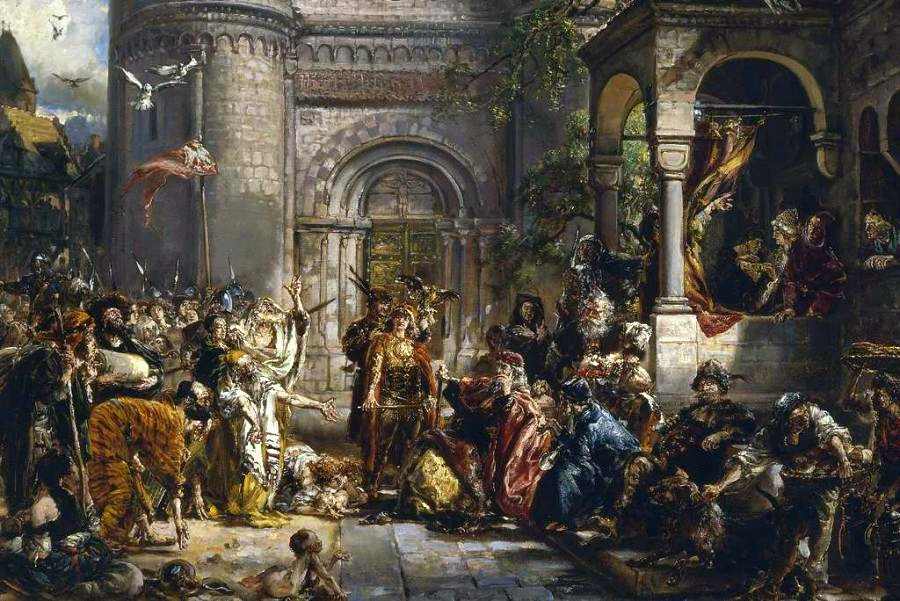
Прийняття євреїв у Польщі в 1096 році. Картина Яна Матейки

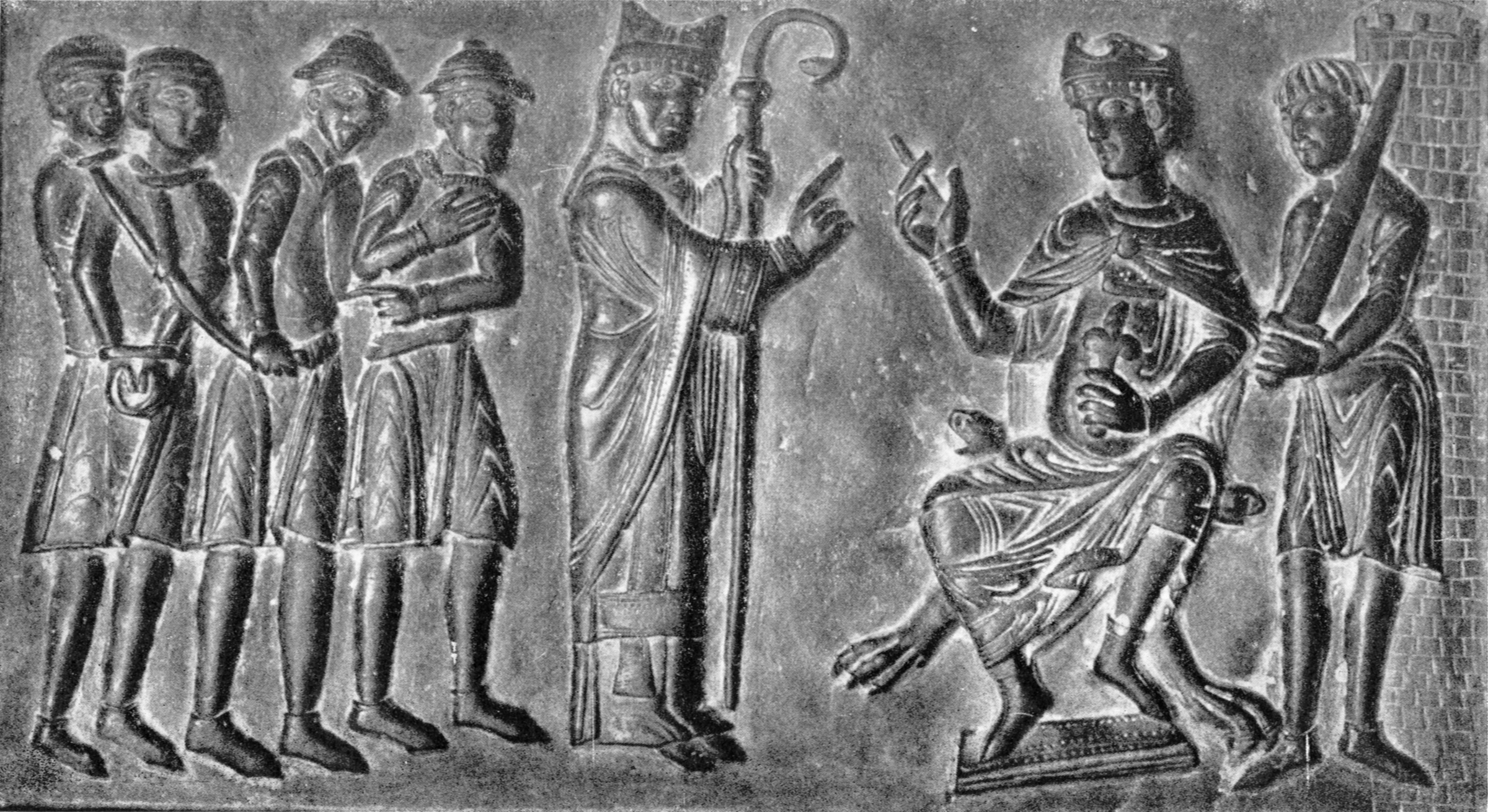
Святий Войцех звинувачує євреїв у торгівлі невільниками-християнами перед князем Чехії Болеславом Побожним. Рельєф із Гнезненських воріт

Історія євреїв на польських землях налічує близько 800 років. Протягом цього часу були довгі періоди релігійної толерантності з боку держави та сприятливих обставин для польської єврейської спільноти, але було і майже цілковите винищення (Голокост), яке проводилось нацистською Німеччиною під час окупації.

## Загальний опис

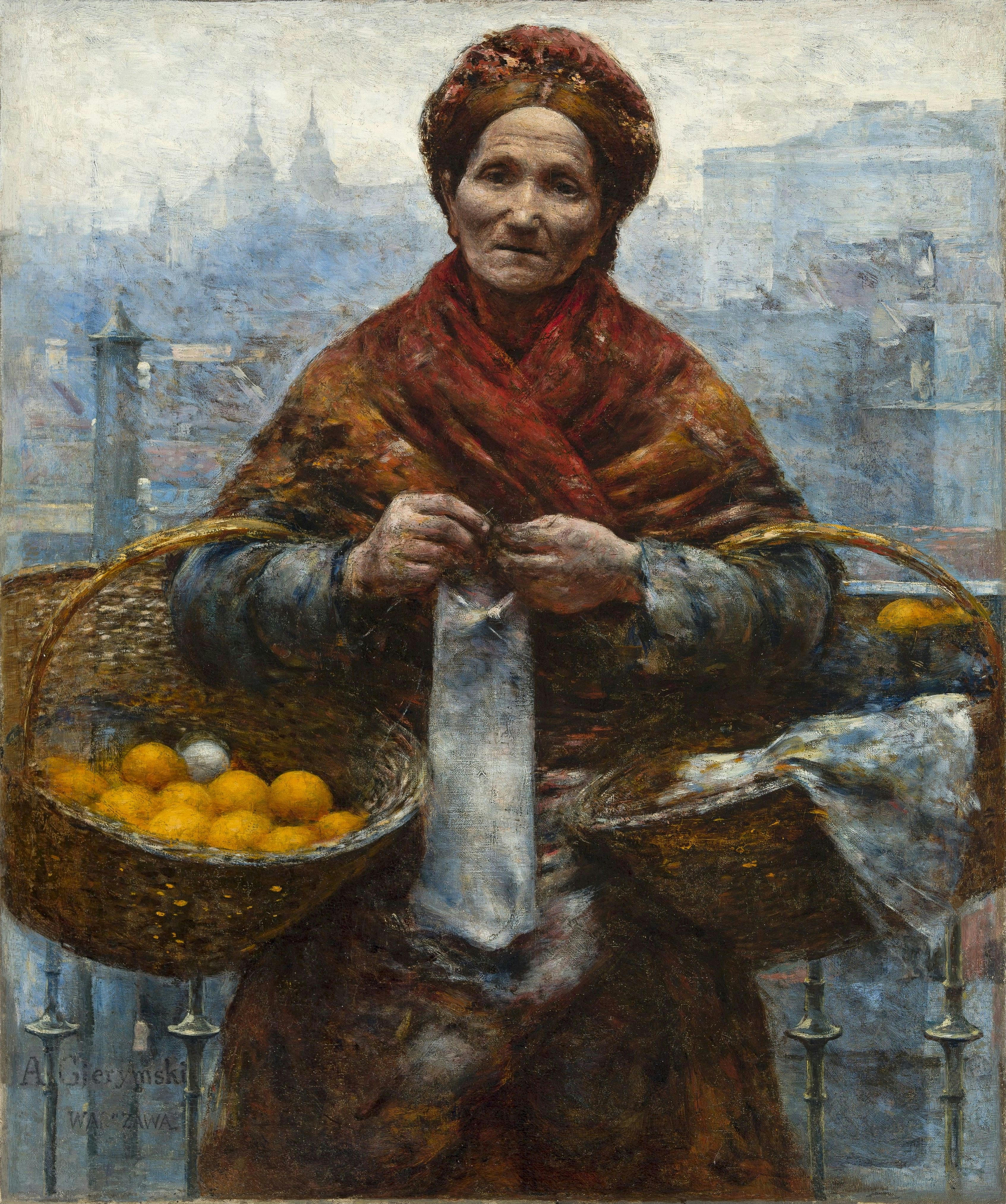
Олександр Ґеримський, Єврейська перекупка з апельсинами, 1881

Перші невеликі групи євреїв почали оселятися в Польщі вже від XIII століття, а протягом подальшого часу їх кількість збільшувалася. Сюди переходили вигнані євреї з цілої Європи, зокрема з Німеччини (1346), Угорщини (1349—1526 і 1686—1740), Франції (1394), Австрії (1420), Іспанії (1492), Португалії (1497), Києва (1886), Москви (1891). Король Казимир III Великий вважається протектором євреїв у Польщі. У 1334 році він звільнив євреїв з-під юрисдикції магдебурзького права і відтоді єврейські общини почали підлягати юрисдикції королівських судів. Завдяки цьому рішенню Казимира Великого, яким оберігалася фізична безпека і майно євреїв, Королівство Польське стало оазою безпеки юдеїв, вигнаних з цілої Європи. Від моменту виникнення Королівства Польського і далі — в Речі Посполитій, аж до військових лихоліть повстання Хмельницького і Шведського потопу в XVII столітті Польща була однією із найтолерантніших держав Європи. Як наслідок, вона стала домом для однієї з найбільших і найдинамічніших у розвитку єврейських спільнот. Невипадково тодішні люди називали сучасну їм Польщу раєм для євреїв (лат. paradisus Iudaeorum), а краківський рабин із шістнадцятого століття Моше Ісерлес зазначав, що якби Господь не дав євреям Польщі, то доля Ізраїля була б насправді нестерпною. Проте коли польсько-литовська унія почала слабнути внаслідок воєн та релігійних конфліктів (між протестантами і католицькою контрреформацією, а також між православними та уніатами), стала занепадати і традиція польської толерантності. Як наслідок, від другої половини XVII століття ситуація євреїв у Польщі погіршилася.
Після Третього поділу Польщі у 1795 році євреї, які тут мешкали (так само, як і християни) стали підданими держав, до яких відійшла територія. Умови життя єврейської спільноти суттєво відрізнялися в залежності від держави. Особливо важко євреям було в Російській імперії, в якій посилювався антисемітизм, а для юдеїв було визначено обмежені зони для проживання. В XIX столітті відбулися суттєві зміни — посилилася міграція євреїв до великих міст, де повставав єврейський пролетаріат, а також еміграція за межі Європи. Стали виникати організовані рухи за культурну асиміляцію і релігійну реформу юдаїзму. У 1812 році в Пруссії, а у 1822 році — в Російській імперії євреям надано громадянські права. Виникали єврейські політичні групи — консервативні, соціалістичні та сіоністичні, частина єврейського пролетаріату підтримувала комунізм. Після отримання Польщею незалежності на її теренах проживали понад 3 мільйони євреїв — одна з найбільших діаспор на світі. Суттєвою проблемою було збільшення рівня антисемітизму.
Незабаром після вторгнення нацистів до Польщі окупанти розпочали організовану акцію винищення єврейського населення, відому під назвою Голокост. Внаслідок цього геноциду загинуло понад 90 % польських євреїв. Багато євреїв воювали як солдати та офіцери в лавах Війська Польського в кампанії 1939 року та в інших битвах, наприклад, при Монте-Кассіно. Їх ховали на загальних цвинтарях разом із польськими християнами і мусульманами.
Після війни значна частина зі 180—240 тисяч євреїв, що пережили Голокост, вирішила емігрувати з комуністичної Польщі до нововиниклої держави Ізраїль, до США чи Південної Америки. Більшість із тих, хто залишився, були вимушені виїхати наприкінці 1960-х внаслідок організованої компартією антисемітської кампанії (червень 1967, березень 1968). Після краху комунізму в Польщі у 1989 році становище євреїв нормалізувалося, а ті з них, хто мав громадянство Польщі до Другої світової, отримали можливість його повернення. Кількість євреїв у сучасній Польщі оцінюється у близько 8-12 тисяч осіб. Разом з тим, кількість людей, що мають єврейські корені, але не пов'язані з юдаїзмом чи єврейською культурою, може бути більшою в кілька разів.

## Від перших років і до Золотого віку

### 966—1385

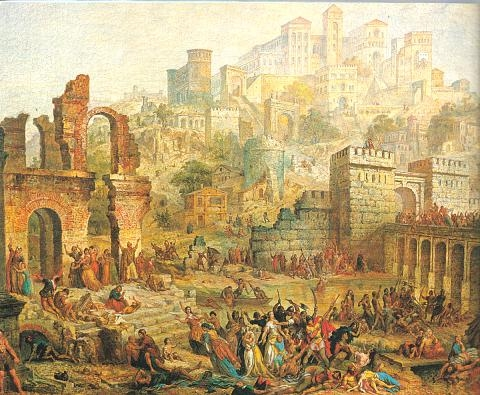
Погроми часу Першого хрестового походу спричинили наплив біженців-євреїв на польські території. Різанина євреїв у місті Мец, 1095 рік. Картина

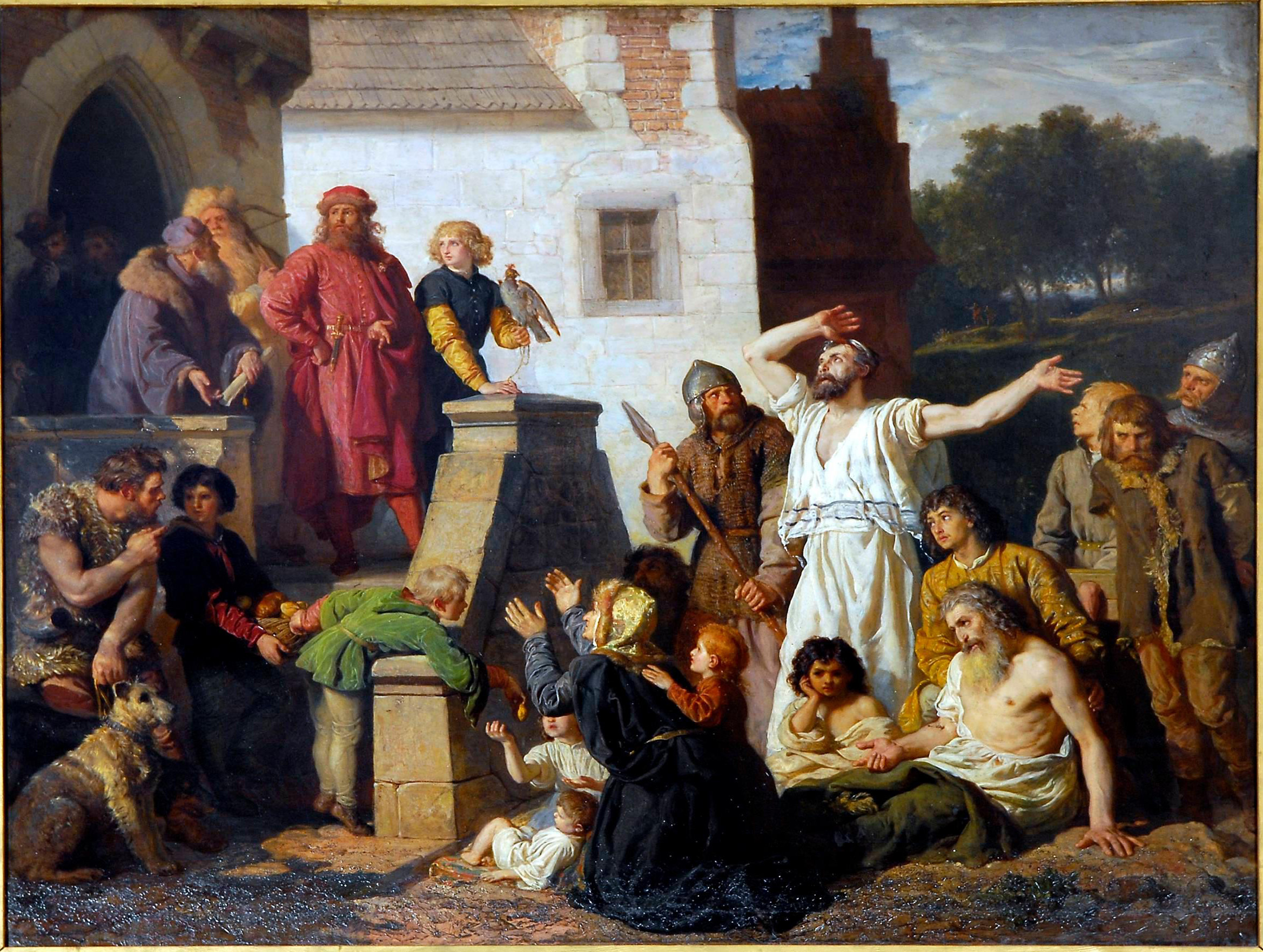
Войцех Ґерсон. Прийняття євреїв. Казимир Великий і євреї

Перші євреї, які з'явилися на польських землях у X столітті, були мандрівними торговцями слов'янськими невільниками. Работорговці, яких називали раданітами, доставляли невільників до Західної Європи і арабських країн, а їх шлях проходив з Бухари через узбережжя Каспійського моря, Ітиль, Київ і Прагу, і далі через Сілезію, Німеччину та Францію на мусульманський Піренейський півострів. Один із раданітів, сефардійський купець із Тортоси Ібрагім ібн Якуб, у 966 році зробив перший історичний опис держави полян Мешка І.
Перші спогади про євреїв, що жили в Польщі, походять з XI століття. Рабин Єгуда га-Коген з Майнцу близько 1050—1070 років писав про євреїв у Перемишлі на Червенській землі, яких викрали невідомі нападники. Польська хроніка Аноніма Ґалла вказує, що Юдита Богемська, дружина Владислава I Германа, за власні гроші викупила з єврейської неволі багатьох християн. Літописець Козьма Празький писав про першу міграцію євреїв до Польщі та Угорщини з Чехії у 1098 році, яка була викликана переслідуваннями під час Першого хрестового походу. До них згодом приєдналися прихильники юдаїзму, вигнані з Київської Русі протягом 1113—1158 років. Частина з них була потомками хозарів, кочового племені тюркського походження, частина якого прийняла юдаїзм (так звані хозарські євреї).
У 1187 році, після низки погромів, пов'язаних із хрестовими походами, незначна кількість єврейських поселенців дісталась до Сілезії і заснувала там перші постійні єврейські поселення. Ці люди замешкали, зокрема, в Тиньцю Малому (1150), Болеславцю (1190) та в сучасній місцевості Вроцлава — Сокольніках (про що свідчить найстаріша збережена мацева на єврейському цвинтарі у Вроцлаві — надгробний камінь Давида, сина Сар Шалома, померлого 4 серпня 1203 року). У 1227 році в Битомі вперше з'явилися євреї-селяни, що займалися сільським господарством. Євреї, що спершу жили в Сілезії, мігрували до Великопольщі — заснували там село Жидово (1205) біля Гнезна, а також Жидово біля Каліша (1213), а в 1237 році — кагал у Плоцьку на Мазовії. Князь Великопольський Мешко III Старий здавав євреям в оренду митницю та монетний двір, про що свідчить серія брактеатів — дрібних монет, викарбуваних у 1181 році для Мєшка ІІІ, які було знайдено під Влоцлавком. На цих монетах є написи івритом, польською і кнаанською мовами, виконані гебрейською абеткою.
Вирішальні зміни для польських євреїв спричинила серія монгольських набігів, в результаті яких значна кількість польських територій була в середині XIII століття сплюндрована. Польські князі прагнули для відбудови знищених поселень залучати переселенців з-за кордону, переважно з німецьких земель. Новоприбулі почали жити в багатьох королівських містах, встановлюючи локацію за німецьким (магдебурзьким) правом. Значна кількість іммігрантів формували за німецьким зразком ремісничі цехи, до яких євреї входити не могли. Характерною рисою частини цих переселенців була нетолерантність щодо євреїв, яка у XII столітті була причиною погромів у Німеччині. Суспільні та організаційні зміни, що відбулися в королівських містах, були початком конфліктів між міщанами християнськими та єврейськими, які продовжувались і протягом наступних століть.
Євреї, яких намагались усунути від ремісничих професій, отримали протекцію з боку правителів — у 1264 році каліський князь Болеслав Побожний видав для євреїв, що проживали в його князівстві, Каліський статут, в якому гарантувались їх права. Болеслав забрав євреїв з-під міської юрисдикції і передав під юрисдикцію княжих судів, роблячи з них «слуг королівського скарбу» (лат. servi camerae regis), безпосередніх підданих князя. Каліський статут частково опирався на зразки подібних привілеїв для євреїв, які надавались у середині XIII століття в Австрії, Чехії та Угорщині. Ним підтверджувалась свобода торгівлі та фінансових питань, регулювались аспекти юрисдикції, покарань і присяг, які мусили складати євреї. Безпрецедентною в привілеях (на відміну від інших країн) була відсутність визначення максимальної ставки лихви — відсотку від грошей, які позичали євреї (вони, як нехристияни, мали виключне право позичати «під відсотки»).
У 1334 році король Казимир III Великий підтвердив, а у 1364 році поширив повноваження каліського статуту на все Королівство Польське. У 1368 році Казимир Великий надав статус жупника краківських солеварень своєму банкірові-єврею Левкові. Казимир Великий взагалі був прихильний до євреїв і час його правління вважається періодом їх значного процвітання. За це він навіть отримав прізвисько Короля хлопів та євреїв.
Коли поляки під час війни за галицько-волинську спадщину у 1349 році зайняли Львів і Перемишль, там вже були два єврейські кагали. Ймовірно, вони були утворені євреями, що походили зі сходу — з Києва. До кінця XIV століття до Австрії, Чехії, Угорщини і Польщі прийшла хвиля євреїв-вихідців з Англії (усіх 16511 звідти вигнано у 1290 році), Німеччини (де залишився єдиний кагал у Франкфурті-на-Майні), Чехії (єдиний кагал залишився в Празі) та Франції (в 1306-1372-1394 роках звідти було вигнано всіх євреїв). Причиною цього було поширення епідемії чуми, в якій у цих країнах звинувачували юдеїв.
Подібні інциденти відбувались також у Вроцлаві, звідки євреїв було вигнано у 1319 році під приводом голоду, а також у Кракові, де у 1339 році за збезчещення гостії живцем спалили 13 євреїв. Попри такі випадки кількість єврейських спільнот зростала, а вони (як і німці) заселяли вилюднілі після монгольських набігів польські міста. Спершу займалися головно торгівлею та ремісництвом, конкуруючи з німецькими і польськими міщанами, які почали організовуватись в цехи. Протягом наступних років євреїв було усунуто з ремісництва; вони були змушені зайнятись банківською справою та лихварством.

### 1385—1505

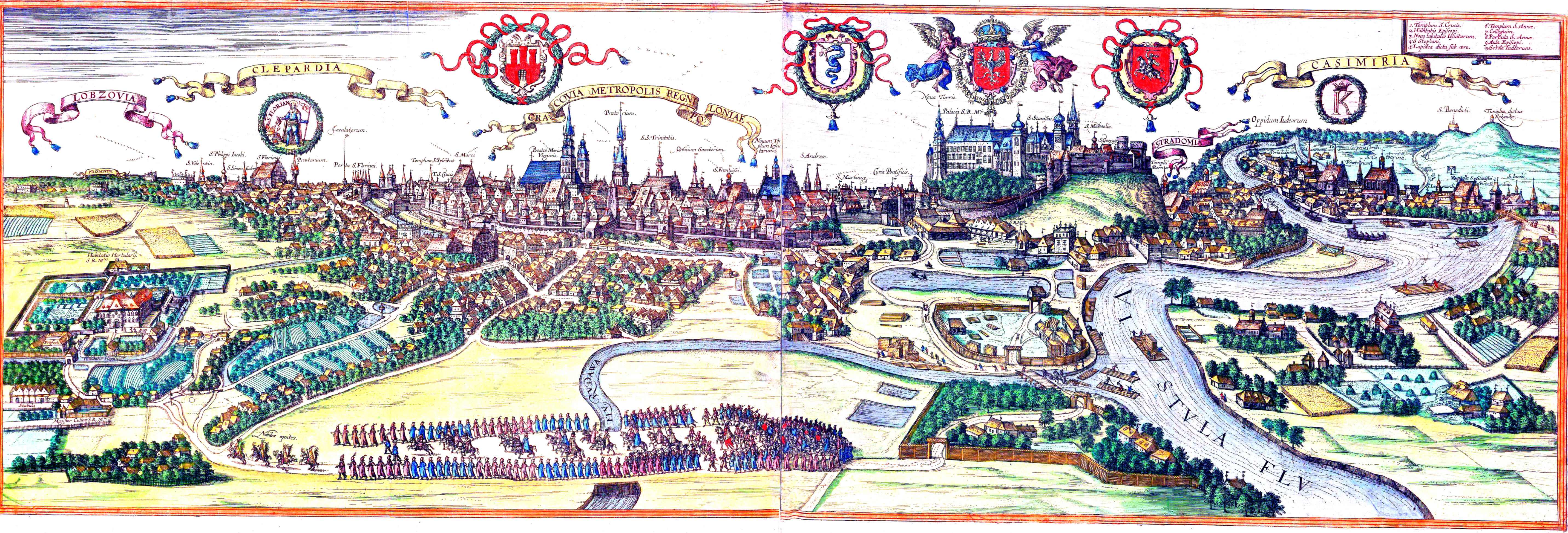
Вид Кракова, Страдома, Клепажа і Лобзува з атласу Civitates orbis terrarum і Франца Хогенберга

У 1388 році король Владислав II Ягайло поширив дію каліського статуту на все Велике князівство Литовське. В той час в Польщі почали відбуватись перші переслідування євреїв, спричинені, серед іншого, звинуваченнями в профанації гостії і використання крові християн з релігійною метою. Незважаючи на те, що подібні переслідування були на порядку денному в Західній Європі, польська влада не протидіяла звинуваченням проти євреїв, які часто відбувалися з ініціативи духовенства. До прикладу, в 1399 році познанських євреїв було звинувачено в профанації гостії.
У 1454 році король Казимир IV Ягеллончик під тиском шляхти запровадив Нешавські статути, в яких забрав у євреїв частину прав, які вони мали раніше. Наступні королі теж проводили схожу, непослідовну політику щодо євреїв.
У 1495—1501 роках євреї були примушені емігрувати з Литви Великим князем литовським Олександром Ягеллончиком, що було елементом політичної гри за польський престол. Він же дозволив їм повернутися за умови обітниці надання тисячі озброєних кіннотників у разі війни.

### 1505—1572

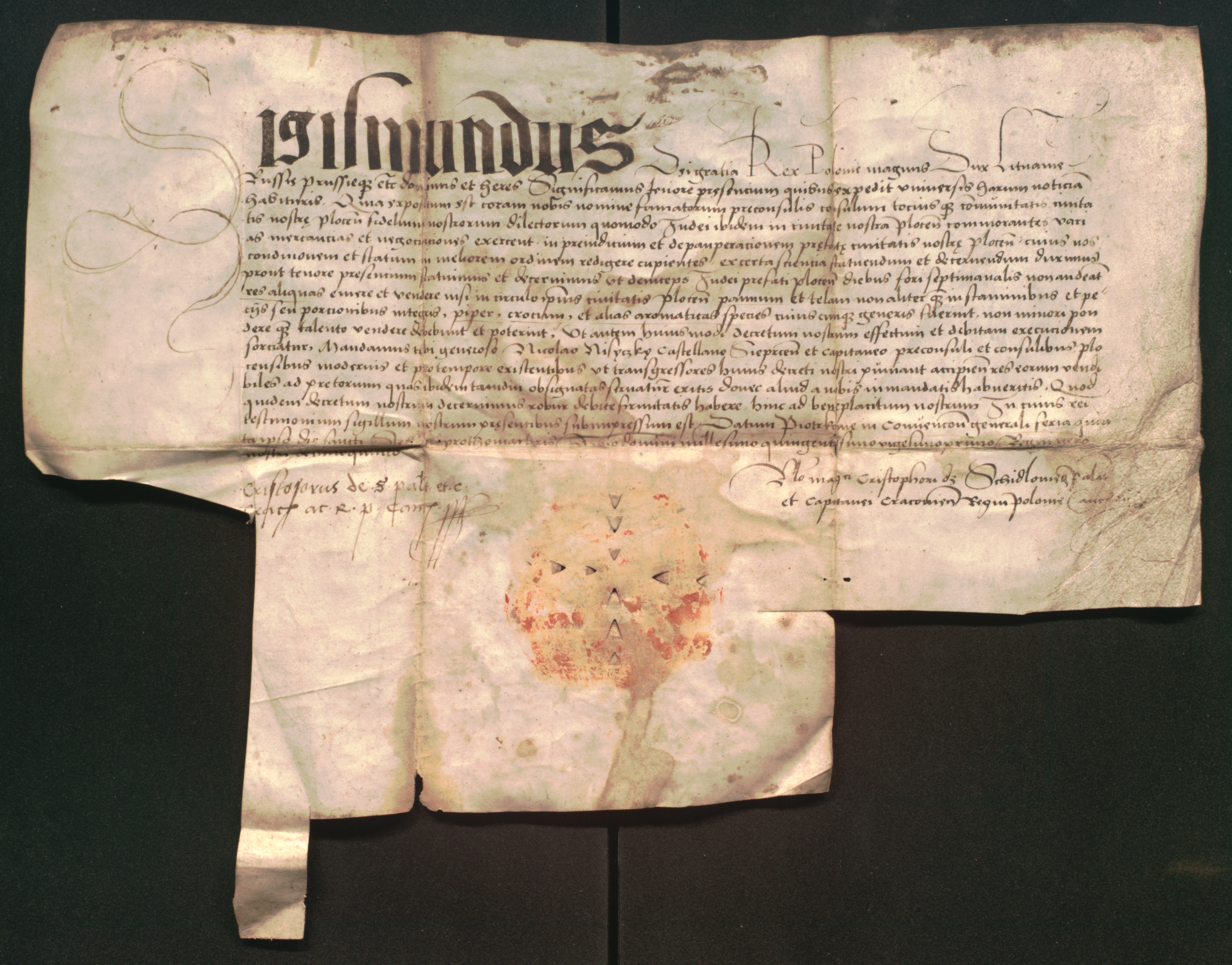
Король Сигізмунд I Старий забороняє євреям у Плоцьку роздрібну торгівлю. Документ від 26 грудня 1521 року

На початку XVI століття до Речі Посполитої сходились євреї, вигнані з Іспанії, Португалії, Німеччини, Австрії та Чехії. В середині XVI століття на польських землях вже проживало близько 80 % усіх євреїв планети. Швидкий розвиток єврейської культури і мистецтва призвів до того, що Польща на той час стала центром єврейського світу.
Однак найсприятливішою епохою в історії польських євреїв стало панування короля Сигізмунда I Старого, яки намагався їх оберігати, а часто і нагороджувати за особливі досягнення прихильників юдаїзму. До прикладу, в 1525 році король вперше надав євреєві шляхетський титул, а у 1534 році король відмінив розпорядження, що зобов'язувало євреїв одягатись в одяг, який би їх виразно відрізняв від неєвреїв. У 1547 в Любліні була відкрита перша єврейська друкарня.
Під час литовсько-московської війни після захоплення Полоцька московськими військами у 1563 році цар Іван Грозний наказав утопити в Двіні всіх єврейських мешканців цього міста.
Сигізмунд II Август продовжив толерантну політику свого батька, зокрема, надаючи євреям автономію в керуванні ґмінами. У 1567 році відбулось відкриття першої єшиви. Наступного року Сигізмунд II Август надав низку привілеїв de non tolerandis Christianis єврейським містам, за якими християнам заборонялося оселятися, серед іншого, у підкраківському Казімєжі та у єврейському кварталі Любліна.
Протягом XVI—XVII століть до Польщі продовжували переселятись євреї, що прагнули уникнути переслідувань на заході Європи. Зрештою, вони створили найбільшу агломерацію євреїв на континенті — на початку XVI століття їх кількість оцінювалась на польських та литовських землях у 10-24 тисячі осіб, межі XV і XVI століть в Речі Посполитій їх було близько 150 тисяч (2 % від загальної кількості мешканців), а у 1600 році вже 300 тисяч. За іншими оцінками, на початку XVII століття тут проживало 80-100 тисяч євреїв, а у середині того ж століття — 200 тисяч.
Нагляд над євреями в Польщі виконували воєводи, які двічі на рік встановлювали ціни. Це приводило до багатьох зловживань До прикладу, краківський воєвода Пйотр Кміта Собенський брав від краківських євреїв податки золотом, сріблом та іншими коштовностями, одночасно отримуючи юрґєльт від їх конкурентів — краківських купців та ремісників. Судочинство над євреями, ймовірно, теж мусило приносити значні додаткові доходи понад офіційно визначеними ставками.

## Річ Посполита

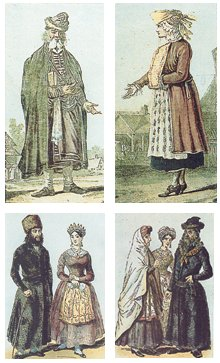
Єврейський одяг у Польщі XVII та XVIII століть

### 1573—1648
Після смерті бездітного Сигізмунда Августа і короткого правління Генріха Валуа на польський престол був обраний Стефан Баторій. Як пізніше з'ясувалося, він теж був толерантним правителем, позитивно налаштованим щодо євреїв. До прикладу, він дозволив юдеям будь-яку торгівлю без обмежень, навіть у християнські свята.
Євреї ізолювалися від своїх християнських сусідів. Це було вигідно як і рабинам, які керували кагалами, так і католицькому духовенству, оскільки така ситуація унеможливлювала асиміляцію і глибше взаємне пізнання між обома спільнотами. Хоча євреї, як і особи інших національностей, проживали в містах, вони не брали участі в призначенні міської влади (що було наслідком виключення євреїв з-під міської юрисдикції). У своїх внутрішніх справах вони підпорядковувались владі рабинів, старшин або суддів (даййянім). Окремі юридичні обмеження для єврейських поселень існували тільки в містах Королівської Пруссії, а на практиці вони були реалізовані тільки в Торуні. Іноді в єврейських спільнотах виникали конфлікти і непорозуміння, для вирішення яких скликалися з'їзди рабинів. У 1580 році король Стефан Баторій скликав Сейм Чотирьох Земель (івр. ועד ארבע ארצות), центральну організацію єврейського самоврядування в Короні. В той час євреї сприймалися як п'ятий стан Речі Посполитої — разом із духовенством, шляхтою, міщанством і селянами.
Після смерті Баторія у 1587 році, під час безкоролів'я, юдей Саул Валь нібито був оголошений шляхтою тимчасовим королем Польщі. Про це говорить єврейська легенда, яку, однак, історичні документи не підтверджують.
Поширена точка зору, ніби хрещення гарантувало неофітам нобілітацію, є помилковою. Цитований на підтвердження цієї тези фрагмент ІІІ Литовського Статуту 1588 року «якби якийсь єврей або єврейка перейшли до християнської віри, тоді кожна особа та їх потомство повинні вважатися за шляхтичів», походить з параграфу VII «o główszczyznach i nawiązkach żydowskich» в XII розділі «O główszczyznach i nawiązkach ludzi prostych». Інтерпретація, за якою таким чином можна було отримати шляхетський титул, суперечить директиві Incivile est nisi tota lege perspecta una aliqua particula eius proposita iudicare vel respondere (укр. Помилкою є присудження вироку чи правового рішення без врахування цілого закону, на підставі лише окремого фрагменту). Александер Краусгар так писав з цього приводу:

| Важко уявити, аби законодавець в цій категорії правил визначав способи набуття шляхетського титулу, тим паче, що у розділі ІІІ статуту під заголовком «O szlachcie i jej przywilejach» немає жодної згадки про неофітів. Правило інтерпретації права полягає на точному розумінні єдності законів, їх мотивів і мети, а не на частковому та відірваному від цілої частини їх використанню. Усвідомлюючи, що додаток до 3-го статуту стосувався виключно випадків, згаданих у VII параграфі, а саме наслідків кримінальних діянь, убивства єврея євреєм чи єврея християнином, нескладно переконатися, що законотворець у додатку, щодо якого існують суперечки, визначив виключно наслідки вбивства єврея, що прийняв християнство, і що в цьому останньому випадку злочинець отримає таке покарання, як ніби вчинив злочин проти особи шляхтича. Оригінальний текст (пол.) Trudno dopuścić, by prawodawca w tej kategoryi przepisów, określał sposoby zyskiwania szlachectwa, tem więcej, że w rozdz. III. statutu, pod tyt.: 'O szlachcie i jej przywilejach', niema żadnej wzmianki o neofitach. Zasada interpretacyj prawa polega na dokładnem rozmnieniu całości przepisów, ich pobudek i celów, a nie na cząstkowem i oderwanem od całości ich stosowaniu. Mając na względzie, że dodatek do 3-go statutu odnosił się wyłącznie do wypadków w artykule VII wzmiankowanych, a mianowicie do następstw karnych, zabicia żyda przez żyda, lub żyda przez chrześcianina, łatwo przyjść do przekonania, że prawodawca, w dodatku spornym, określił jedynie następstwo zamordowania nawróconego żyda, stanowiąc, że w tym ostatnim wypadku, sprawca ulegnie takiej karze, jak gdyby się zbrodni na osobie szlachcica był dopuścił.[31] |
У XVII столітті Річ Посполита мала другу за кількістю (після Туреччини) агломерацію євреїв у Європі. Їх число у 1648 році оцінюється приблизно в півмільйона. Єврейська меншина в ті часи розвивала все ширшу економічну діяльність, успішно конкуруючи з польськими та німецькими міщанами. Це стало причиною того, що пропаганда католицького кліру, в якій євреї звинувачувалися в оскверненні гостії, ритуальних убивствах і використанні крові християнських немовлят для приготування маци отримала відгук головно серед міщан-простолюдів. В той же час повторення подібних тез зазвичай не зустрічаються в думках представників багатих шляхтичів чи міського патриціату.
Польські королі та магнати незмінно оточували євреїв особливим правовим захистом. Вже Александр Яґеллончик запровадив смертну кару за неправдиве звинувачення у ритуальному вбивстві, а Сигізмунд III Ваза заборонив у 1618 році друк і розповсюдження брошур, які могли б спричинити антиєврейські заворушення. В приватних містах на території магнатських ординацій євреї володіли винятковими привілеями і часто не лише брали участь у виборі міської влади, але й самі засідали в міських радах. При дворах магнатів виконували функції факторів, банкірів, секретарів, перекладачів, цирульників та шпигунів.
У 1623 році відбулося перше засідання Вааду Великого Князівства Литовського, а у 1632 році король Владислав IV Ваза підтвердив заборону друку й поширення антисемітських текстів. У 1633 році євреї в Познані отримали від монарха право de non tolerandis Christianis.

### Хмельниччина і шведський потоп
Близько 1648 року в Речі Посполитій жило 450 тисяч євреїв, що становило 4,5 % популяції країни. На той час Річ Посполита дуже страждала від наслідків низки збройних конфліктів, в яких втратила близько третини населення (близько 3 мільйонів осіб). Під час повстання козаків під проводом Богдана Хмельницького було вбито десятки тисяч поляків і євреїв. Точне число жертв серед єврейського населення невідоме, але падіння кількості єврейської популяції оцінюється у 100—200 тисяч (в це число включені й емігранти, і померлі внаслідок епідемій, і продані в ясир). За окремими оцінками, під час власне Хмельниччини загинуло від 100 до 150 тисяч прихильників юдаїзму. Ця подія (під назвою Gezerah — «велика катастрофа») вважається єврейськими істориками символічною датою кінця сприятливої епохи в історії польських євреїв.
На ослаблену Річ Посполиту рушили шведи. Незабаром вони захопили територію цілої країни. Поляки, що воювали проти них, часто звинувачували євреїв у співпраці з агресором. Багато юдеїв також загинули внаслідок епідемій, що лютували в той час і під час облог низки міст (серед іншого, Кракова, Каліша, Познані, Пйотркува і Любліна).
Коли ж ситуація нормалізувалася, багато євреїв повернулися до своїх домівок. Попри втрати, Польща залишилась духовним центром єврейського світу, а кількість євреїв у ній перевищувала кількість євреїв у західній Європі. Попри опір шляхти й духовенства, наступні правителі Польщі теж були радше прихильні до польських євреїв.

### Саські часи

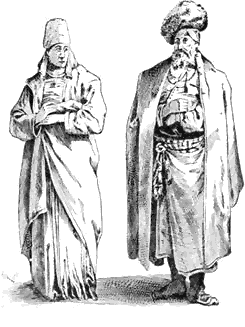
Пара польських євреїв. 1765 рік

Напади на євреїв з боку студентів та учнів, які отримали назву Schüler-Gelauf, на межі XVII та XVIII століть стали звичною справою. Відповідальні за дотримання громадського порядку не втручалися у ситуацію.
Німий сейм 1717 року підвищив єврейську поголовщину до 220 тисяч доброї пруської монети. Самоврядний єврейський Сейм Чотирьох Земель закулісно спричинив параліч польського Сейму. Зокрема, євреї зірвали Вальний сейм 1740 року, на якому планувалося збільшити податок з євреїв у чотири рази і спрямувати його на утримання війська Речі Посполитої. За словами прусського дипломата Гедеона Бенуа, євреї регулярно фінансово допомагали зривати сейми у 1740—1748 роках.
У 1750 році популяція євреїв досягла кількості у 750 тисяч осіб, що становило 8 % населення Польщі. Перед Поділами Речі Посполитої їх було вже майже 800 тисяч.
У 1753 році коад'ютор київський Каєтан Солтик розпочав у Житомирі процес проти 33 євреїв, неправдиво звинувачуючи їх у ритуальному вбивстві християнської дитини. До підозрюваних застосовувалися тортури, що в ті часи було типовим методом допиту (в Польщі та Литві такі методи слідства були заборонені розпорядженням від 23 жовтня 1776 року). 13 із них засуджено на муки і смерть.

### Станіславівські часи
У 1772 році, під час панування останнього короля Станіслава-Августа Понятовського, відбувся Перший поділ Речі Посполитої. В його результаті найбільше євреїв потрапили під владу Російської імперії та Австрії. В Польщі ж наростало переконання про необхідність проведення реформ. У 1773 році була створена Комісія народної освіти, перше у світі міністерство освіти. Один з її членів, канцлер Андрій-Ієронім Замойський, відповідав за створення гарантій особистої недоторканності та права власності, а також релігійної толерантності. Однак виступав він і з пропозиціями, аби євреї, що мешкали в містах, були відокремлені від християн, а ті з них, які не маюсь постійного місця праці, були виселені за межі країни. На його думку, навіть ті євреї, що займаються сільським господарством, не повинні мати права власності на землю. В той же час частина шляхти та інтелектуалів пропонувала запровадження повного рівноправ'я євреїв.

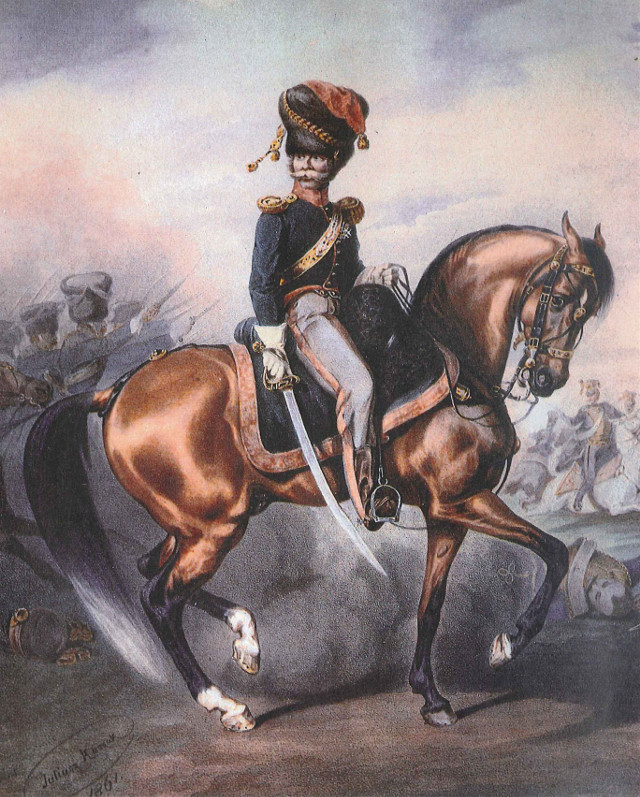
Берек Йоселевіч (1764—1809)

У 1775 році конфедератський суд під керівництвом Великого канцлера коронного і познанського єпископа Анджея Млодзейовського звільнив 30 євреїв, звинувачених у ритуальному вбивстві трирічної дівчинки в селі Ґрабє на Мазовії, оскільки їх взаємосуперечливі зізнання були вибиті тортурами.
Протягом 1788—1792 років Чотирирічний сейм працював, серед іншого, над законами щодо статусу євреїв. У 1792 році їм було надано особисту недоторканність. Наприкінці XVIII століття 2/3 польських євреїв жило в містах, 1/3 займалась торгівлею, 1/3 ремісництвом, менше 1/6 жила з шинкарства і оренди (вони складали 80 % сільських орендодавців). В окремих воєводствах більшість єврейського населення жило по селах, до прикладу, за переписом 1764 року 60,57 % євреїв Мазовецького воєводства жили в селах. Євреї мусили платити спеціальний податок на звільнення від ймовірної мобілізації до війська, а також брати згоду влади на шлюб.
Другий поділ Речі Посполитої у 1793 показав, що вищезгадані дії були спізнілими. Консильяж Тарговицької конфедерації ксьондз Міхал Сераковський за обіцянку кількох тисяч дукатів розробив проект, за яким закони, отримані варшавськими міщанами-прихильниками Конституції 3 травня, в яких наказувалось виселити євреїв з Варшави, визнавались недійсними.
Євреї брали участь в збройній боротьбі проти дій країн, що поділили Польщу. У 1794 році під час повстання Костюшка Берек Йоселевіч створив Єврейський полк легкої кавалерії. Коли російські війська під керівництвом Олександра Суворова у 1794 році здійснили різанину в Празі (передмістя Варшави), значну кількість їх жертв склали єврейські мешканці Праги.
Внаслідок Третього поділу Речі Посполитої більшість польських євреїв опинилась під російським пануванням.

## Розвиток юдаїзму
Сприятливі умови для культурного та інтелектуального розвитку єврейської спільноти в Польщі мали вплив на ввесь юдаїзм. Окремі єврейські історики вважають, що саме слово «Польща», яке на івриті вимовляється як Поланія або Полін було «добрим знаком» для євреїв. Це твердження виникло внаслідок того, що Поланія можна було розділити на три слова на івриті: по (тут), лан (мешкає), я (Бог; тобто початок Тетраграматону YHWH), А слово Полін на два: по (тут), лін (відпочинь). З цього випливало, що Польща є хорошим місцем для євреїв. Від часів панування Сигізмунда І Старого і аж до часу Голокосту Польща була центром єврейського релігійного життя.

### Освіта
В Польщі було засновано велику кількість єшив — вищих талмудичних шкіл. Рабини, що їх очолювали, мали титул ректора. Провідні єшиви діяли в Кракові, Любліні, Познані та низці інших великих міст.
Єврейські друкарні почали діяти від початку XVI століття. У 1530 році в Кракові було надруковано Тору на івриті. Наприкінці XVI століття найбільше єврейських публікацій друкувалося в Любліні; переважно це були книги на релігійну тематику.
Польські рабини, які отримували якісну освіту в талмудичних навчальних закладах, ставали не лише інтерпретаторами єврейського права, але й порадниками, вчителями, суддями та адвокатами. Їх авторитет дозволяв їм бути очільниками своїх спільнот і відповідати на найабстрактніші питання щодо дотримання настанов Галахи — єврейського релігійного права. Його вплив не зводився тільки до синагоги, але поширювався також на дім і школу.
В першій половині XVI століття до Польщі з Чехії потрапив пілпул, метод аналізу Талмуду, розроблений рабином Якобом Поллаком. Одним із піонерів пілпулу в Польщі став його учень Шалом Шахна (близько 1500—1558). Він жив і помер в Любліні, де керував єшивою. Син Шахни після його смерті став головним рабином Любліна, а один із учнів — Моше Ісерлес (1520—1572) — здобув міжнародну славу серед євреїв як співавтор кодексу Шульхан арух. Їх сучасник Соломон Лурія (1520—1573) з Любліна теж мав славу видатного інтерпретатора Права.
Поширеними були жваві дискусії на релігійні теми серед славетних учених. Вільнюс, який називали Єрусалимом Півночі, став одним із найбільших на світі осередків талмудичних студій. В той же час популярності набувала Кабала, яку досліджували, серед інших, Мордехай Яффе та Йоель Сіркес. Період великого розвитку, однак, був перерваний Хмельниччиною та Шведським потопом.

### Хасидизм та франкізм

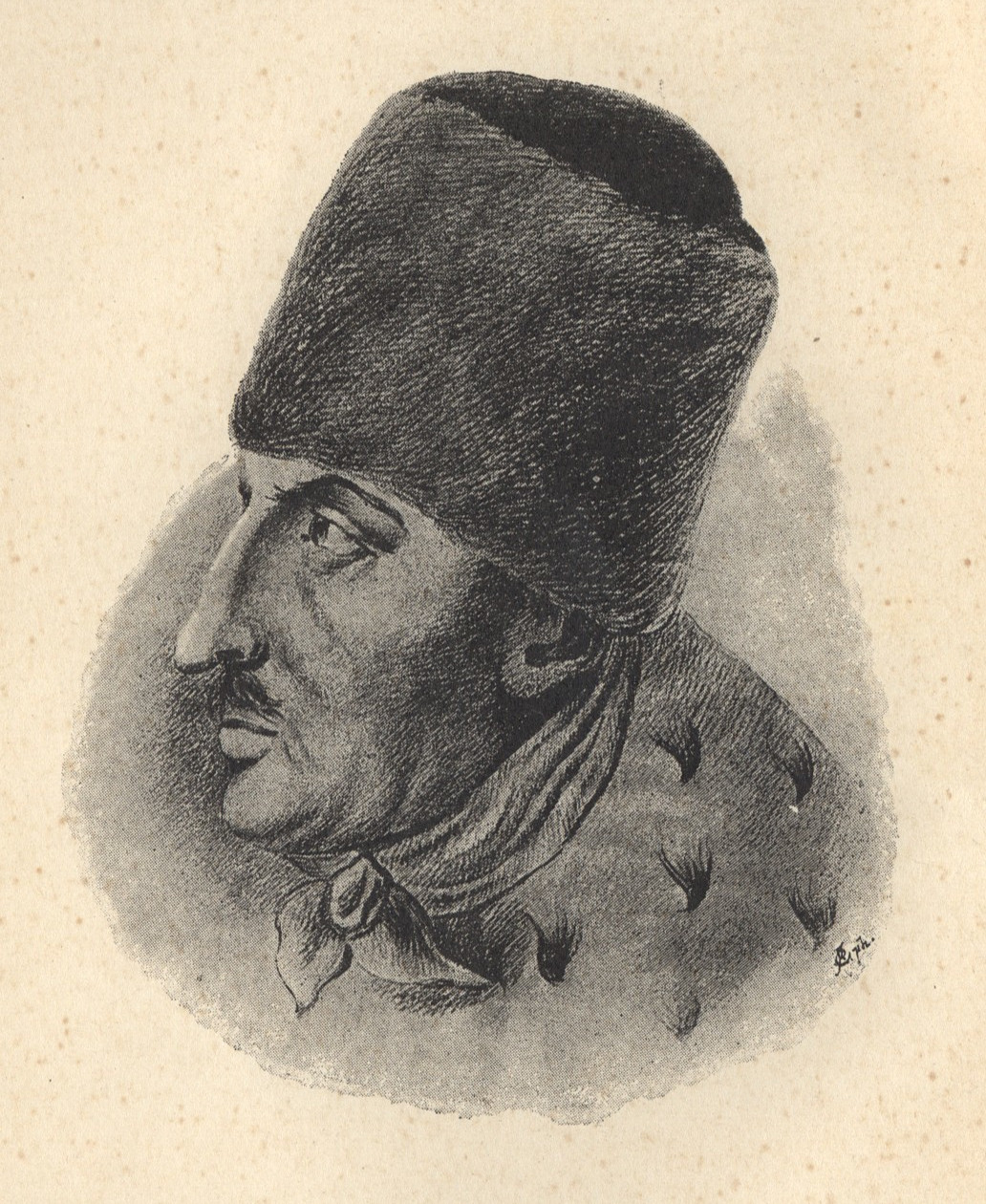
Яків Франк

Вищезгадані драматичні події XVIII століття залишили тривалий слід не лише на економічній ситуації польських євреїв, але й на їх духовному житті. Талмудична освіта стала доступною для відносно невеликої групи обраних, які могли собі її дозволити з фінансової точки зору. Тоді ж серед євреїв почали з'являтися різні «чудотворці» та самопроголошені Месії (найвідоміший з них, Яків Франк у 1755—1759 роках заснував секту франкістів, які частково були продовжувачами ранішого руху Саббатая Цеві).
В той час містицизму, у 1740 році, на Поділлі Баал Шем Тов (1698—1760) створив сучасний хасидизм, який знайшов багато прихильників як у Речі Посполитій, так і за її межами. Виникнення цього руху мало величезний вплив на ультраортодоксальний юдаїзм по цілому світі. Саме в Польщі проживали династії славетних рабинів: хасиди з Александрува-Лодзького, Бобової, Ґури-Кальварії, Белзу, Садгори i Сасова. В Польщі також мешкав рабин Йозеф Ісаак Шнерсон (1880—1950), шостий очільник хасидського руху Хабад. Він проживав у Варшаві до 1940 року, до свого виїзду у США.

## Польща після поділів

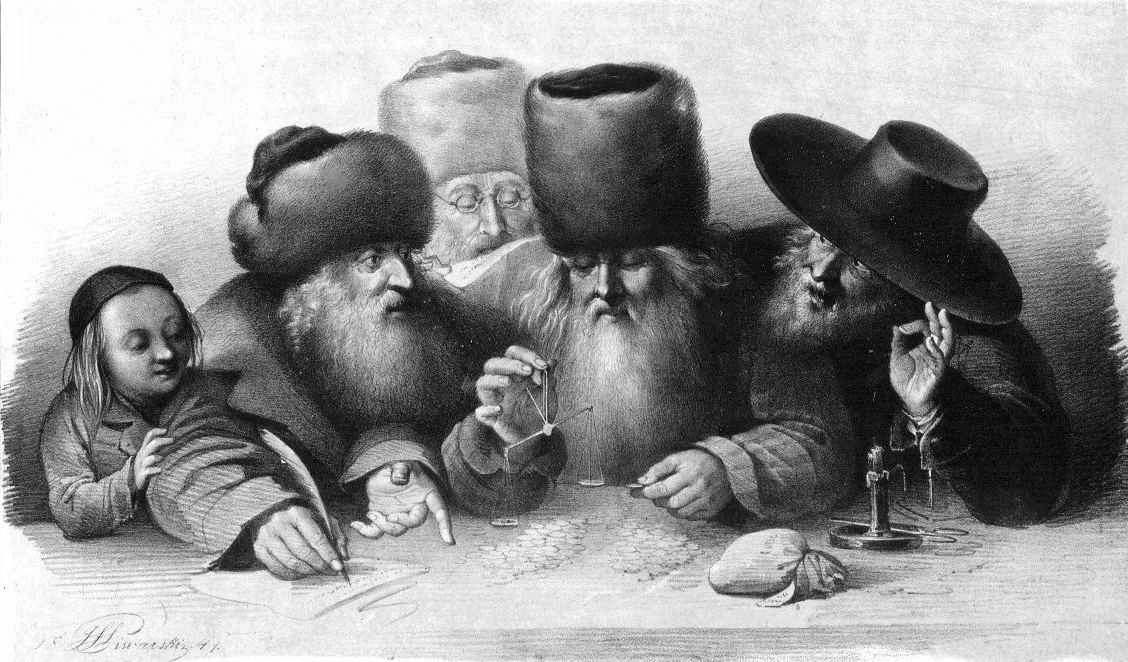
Варшавські купці-євреї. XIX століття

Після поділів Польщі місцеві єврейські спільноти опинилися перед викликами, до яких спричинила ліквідація польської державності, виникнення польського руху за відновлення незалежності та суспільна модернізація, викликана промисловою революцією. На думку Олафа Берґманна, євреї, що жили на поділених польських землях, були нейтрально або негативно налаштовані до прагнення поляків здобути незалежність. За словами цього історика, більшість польських євреїв як національна меншина підтримувала сильнішого володаря, тоді як нечисельна група полонізованих євреїв підтримувала дії польських патріотів і брала участь в повстаннях. На думку Ізраїля Бартала і Маґдалени Опальської, єврейські спільноти шукали можливості розширення своїх (до цього часу обмежених) громадянських прав, намагаючись використати для цього як реформи, що проводились в Російській імперії, так і зміни в раніше неприязних щодо євреїв колах польського міщанства. В результаті виникали партії прихильників модернізації і асиміляції з польською більшістю, релігійні ортодоксальні групи прихильників дотримання нейтральності, а також партії, лояльні щодо анексантів. Протягом цілого періоду поділеної Польщі відбувалась міграція євреїв з сіл та малих поселень до більших міст.
Можновладці усіх трьох держав, до яких відійшли польські території, були проти збереження привілеїв, які мали євреї раніше. Після Першого поділу Фрідріх ІІ Великий і Марія-Терезія вигнали маси євреїв-бідняків до Польщі з заявленою метою «охорони нових підданих». Подальші дії мали на меті вже не стільки зменшення кількості євреїв, скільки відібрання у них привілеїв і спонукання до асиміляції з рештою суспільства.
В Галичині король Йосиф II ліквідував кагали і поширив на євреїв державну систему освіти та військової служби. У 1848 році було впроваджено принцип рівності, який почав діяти у всіх його аспектах у 1867 році. Однак євреїв і надалі дискримінували, зокрема, спеціальними податками на релігійні практики.

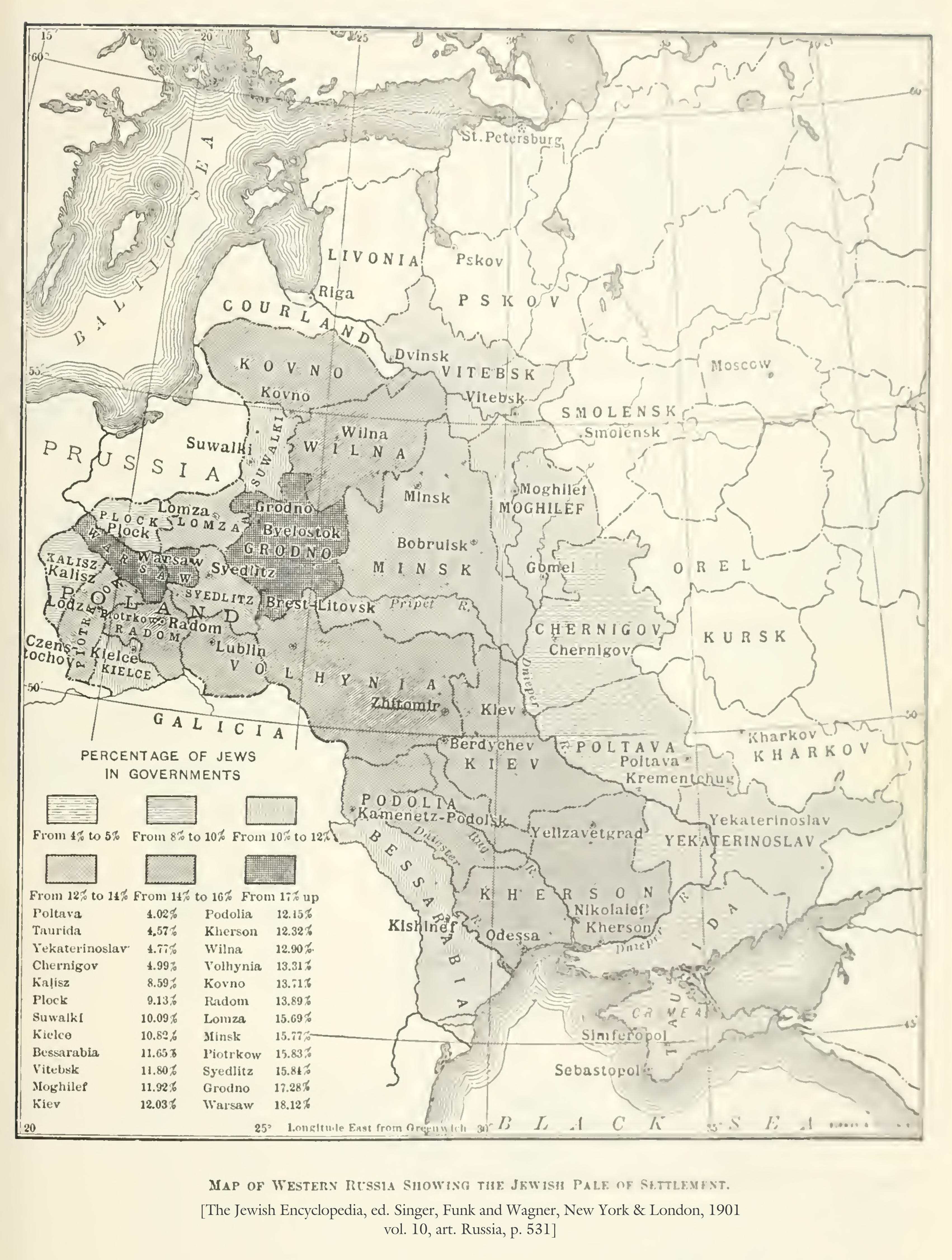
Карта так званої смуги осілості

В Росії, де опинилася суттєва більшість польських юдеїв, імператриця Катерина II розпочала реалізацію плану, що мав на меті обмеження розселення євреїв. У 1782 році євреям було дозволено селитися виключно в містах, а від 1791 року — в так званій смузі осілості. Протягом подальших років її площа збільшувалася, і зрештою охопила 25 західних губерній імперії. За винятком Криму і Бессарабії на 1835 рік смуга осілості покривала тільки територію колишньої Речі Посполитої. У 1802 році цар створив спеціальну комісію, яка повинна була зайнятися покращенням становища євреїв. Цей орган у 1804 році запропонував низку кроків, що мали призвести до їх асиміляції. Пропонувалося надати євреям доступ до шкіл чи навіть володіння землею, але заборонити володіння броварнями та залишити інші обмеження. Ці пропозиції так ніколи і не були втілені в життя, а ситуація євреїв у Смузі почала погіршуватися. У 1820 році так звані Права Кантоністів, впроваджені царем Миколою I, зберегли подвійне оподаткування євреїв, які на додачу мусили надавати призовників до війська (під час служби найчастіше відбувалася їх примусова конверсія). У 1822 році внаслідок впровадження принципу рівності громадян були ліквідовані кагали. Це правило поширилось на польські землі, анексовані Росією під час поділів. На прусських територіях, переданих Росії за наслідками Віденського конгресу, його впроваджено лише у 1846 році. Інші обмеження, такі як положення De non tolerandis Judaeis в міських статутах зберігалися до 1862 року. Значною мірою ці розпорядження залишились лише на папері, а євреїв і далі було дискриміновано. Їхня ситуація змінювалася зі зміною царів — Микола I запровадив дискримінаційні закони, які згодом були пом'якшені Олександром II так званим емансипаційним актом і заново повернуті Олександром III. Євреям було закрито доступ до вищих позицій військової та бюрократичної ієрархії, заборонено покупку землі, обмежено доступ до середньої та вищої освіти і накладено обмеження на виконання певних професій. Ці обмеження було знову послаблено після революції 1905—1907 років.
В Пруссії король Фрідріх II надав певну охорону групі заможних євреїв з вузького кола професій, але у 1812 році їх привілейоване становище було ліквідоване разом із впровадженням принципу рівноправ'я громадян.
Під час Франко-російської війни у 1812 році хасиди стали на бік Росії. Під впливом хасидів і їх очільника Шнеура Зальмана з Ладів у січні 1812 року євреї Варшавського герцогства за 70 000 польських злотих домовились про їх звільнення від військової служби. Мережу шпигунів, що працювали у Варшавському герцогстві на користь росіян, очолив Ізраїль Гопштайн.
У Царстві Польському на 1827 рік євреї складали 9,1 % популяції. 67,7 % євреїв проживали в містах і містечках, займаючись торгівлею і легшими ремеслами, 32,3 % жили по селах, займаючись ремісництвом, а також корчмарством та утриманням млинів, орендованих у шляхти. Вони були позбавлені політичних прав, не забиралися до військової служби, але були змушені платити спеціальні податки.
Реформи, які проводились на польських землях, послідовно обмежували незалежність кагалів, внаслідок чого вперше в історії Європи євреї стали повноправними громадянами країн, де проживали. В Речі Посполитій вони самі вирішували свої справи і платили збірний податок до державної скарбниці, а після поділів Польщі стали звичайними платниками податків та призовниками. Внаслідок цього повстала необхідність їх включення до реєстру громадян. В Росії та Австрії від 1791 року, а в Пруссії від 1797 року тривав процес реєстрації євреїв і надання їм прізвищ. В Австрії та Пруссії прізвища надавали звичайні чиновники, що призвело до виникнення родин Апфельблаумів, Розенблюмів, Вейнґартенів, Ґолдфарбів, Сільберштейнів тощо. По-іншому справа виглядала в Росії, де широке поширення отримала практика надання прізвища від місця походження або шляхетського прізвища власника маєтку, в якому працював той чи інший єврей. Таким чином виникли такі прізвища, як Бердичевський, Бродський, Житомирський, а також запозичені від польських шляхетських родів — Потоцький, Чорторийський чи Вишневецький.

### Демографічний вибух

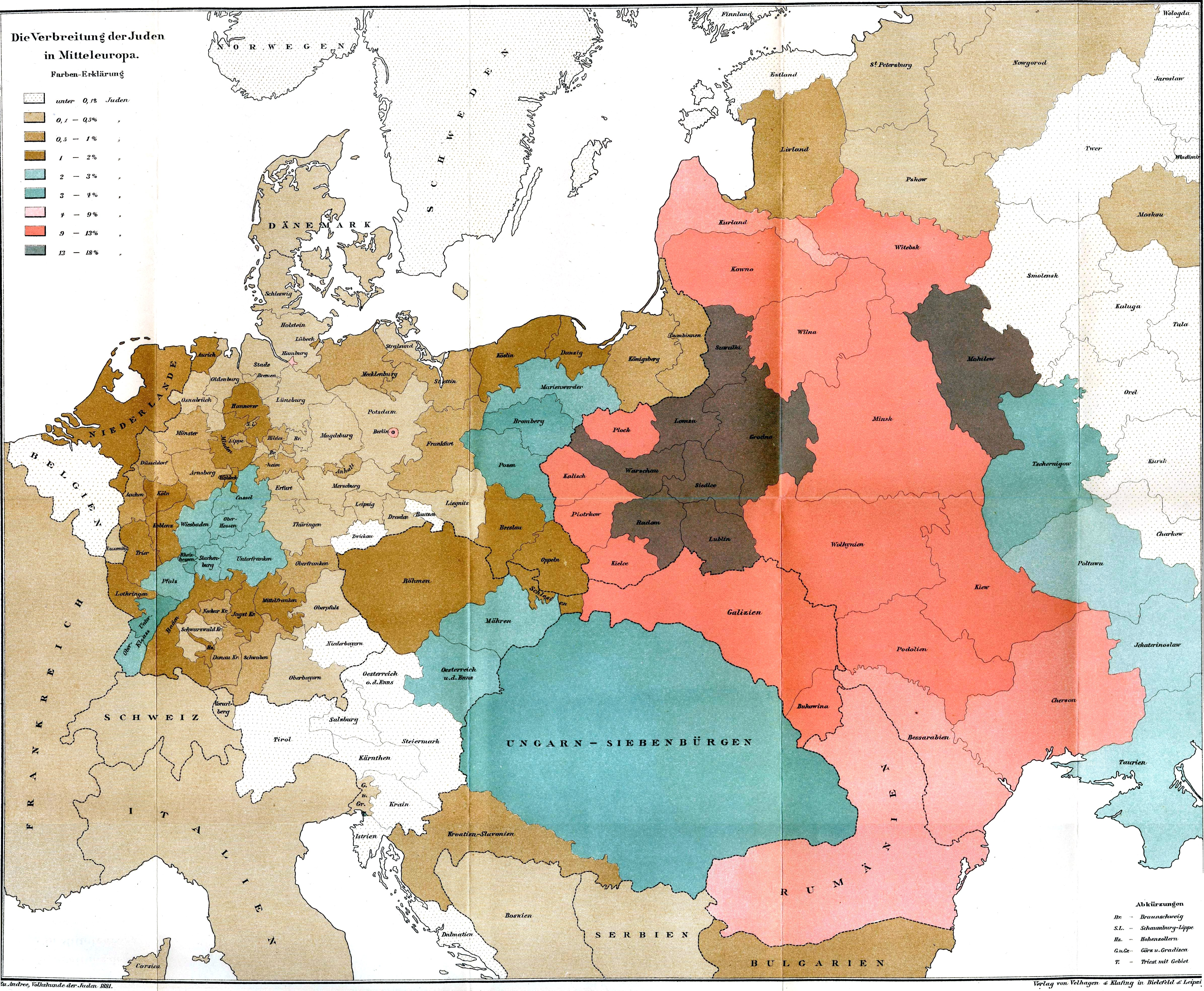
Розселення євреїв у Європі на 1881 рік

Єврейська спільнота характеризувалася дуже високим природним приростом, який призводив до її послідовної пауперизації. Між 1800 і 1880 роками кількість євреїв збільшилась на 500 % — до близько 4 мільйонів. Схожою була і ситуація в Галіції, де бідність також зачіпала все численнішу групу євреїв. У XIX столітті на колишніх землях Речі Посполитої проживало до 4/5 усіх євреїв світу. Внаслідок ліквідації кагалів збільшилась їх соціальна мобільність — ходив жарт, що єдиною вдалою експедицією 1848 року став Довгий Марш Євреїв, двокілометрова дорога з Казімєжа до Кракова. У Варшаві та Лодзі міграція в основному стосувалася багатих євреїв, які переселялися із середмість. Багато із них через кордон переходило до Королівства Галичини та Володимирії, де не було заборон на покупку євреями землі. Послідовно збільшувалася еміграція до країн західної Європи, Палестини та США. Достовірних даних щодо кількості євреїв-емігрантів не існує, але, скоріш за все, більше їх виїхало з польських земель, ніж на них залишилось.
З даних, відомих внаслідок перепису населення у 1931 році випливає, що за рахунок сільського господарства жило 135 тисяч євреїв. Більше 98 тисяч осіб з цієї групи були економічно активними, які у відсоткових значеннях становили близько 75 %. Це був винятково високий показник економічно активного населення щодо загальної популяції серед селян. Велика кількість єврейських сільських господарств Галичини була заснована у перших роках XIX століття. Ті території до Першої світової війни перебували під анексією Австрії, де питання прав євреїв, у тому числі права поселення на землі, були вирішені доволі сприятливим чином.

### Євреї та польська боротьба за незалежність

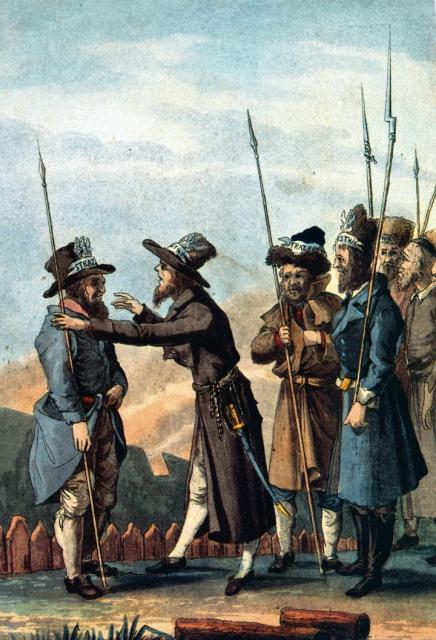

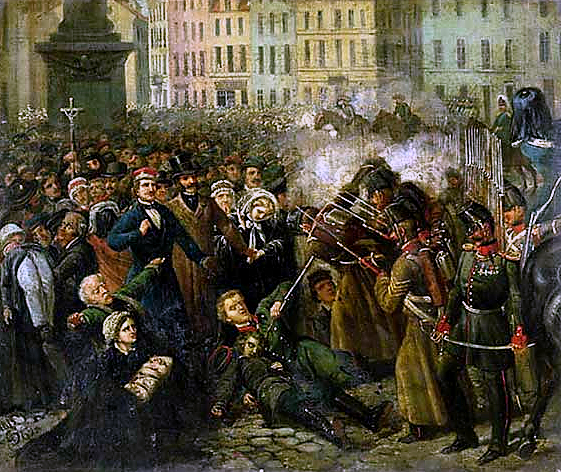
Міхал Ланди гине від куль російських солдатів. 8 квітня 1861 року.

У 1831 році під час Листопадового повстання в обороні Варшави від російської армії брала участь єврейська міська гвардія. До її складу входили переважно ортодоксальні євреї, яким було дозволено не голити бороди навіть тоді, коли вони були у військовому одязі.
Син Берка Йоселевіча, Юзеф Беркович, продовжуючи традицію батька, разом із сином Леоном організував відділ єврейської повстанської кавалерії.
Протягом 1860—1863 років євреї брали участь у пропольських маніфестаціях і конспіративних організаціях, які передували Січневому повстанню. Суттєве значення мала діяльність надрабина Дов Бер Меіселса, який підтримував поляків у їх боротьбі за незалежність (за що був переслідуваний царською владою). 27 лютого 1861 року під час похорону п'яти полеглих повідомив Анджеєві Замойському: І ми відчуваємо, що є поляками, і ми любимо польську землю, як і ви.
Символом акультурації єврейської спільноти в Польщі стала постать Міхала Ланди, який був застрелений, коли ніс хрест під час патріотичної демонстрації на Замковій площі у Варшаві 8 квітня 1861 року, криваво розігнаної російськими військами.
Багаті фінансисти і купці були пов'язані з білим рухом, діяльність якого фінансував Леопольд Кроненберґ. Внаслідок цього євреї не одразу приєднались до Січневого повстання у 1863 році, більше того — в багатьох місцевостях разом із селянами грабували шляхетські маєтки.
Хоча маніфест 22 січня, виданий повстанською владою, стверджував, що Народний центральний комітет оголошує усіх синів Польщі, незалежно від віри чи роду, походження чи стану вільними та рівними громадянами держави, для більшості євреїв цей документ залишився тільки жестом доброї волі поляків.
Від самого початку повстання єврейські купці зайнялися постачанням зброї та провізії для повстанців. Саме вони налагодили постачання славетних бельгійських штуцерів, які були головною зброєю польських загонів.
Після того, як «білі» приєднались до повстання, ряди повстанців підсилили і євреї. Часто їм доручали відповідальні функції, зокрема, в формуваннях так званих «вішаючих жандармів», які в багатьох випадках мусили карати смертю своїх одновірців, які зрадили чи прислужували російській владі. Однак більшість польських євреїв зайняли нейтральну позицію щодо повстання, чекаючи, поки стане очевидною перевага якоїсь зі сторін. Характерно, що тільки мала частина євреїв платила податок, призначений повстанським Народним урядом.
Під час Січневого повстання міщани і євреї написали 308 вірнопідданських адрес із 69645 підписами.
Юзеф Пілсудський у травні 1893 року видав відозву від імені Польської соціалістичної партії, спрямовану до євреїв-соціалістів у анексованих провінціях, в якій звинувачував євреїв у поширенні в Литві російської мови як інструменту культури, що викликало опір польського та литовського пролетаріату та вимагав припинення русифікації країни.
Сенат Російської імперії видав доповнення до закону про вибори до IV Думи у 1912 році, внаслідок чого євреї Варшави склали більшість виборців міста: в загальній курії мали 46 електорів із 83. Єврейське населення тоді становило 37 % від загальної кількості варшав'ян.

### Погроми

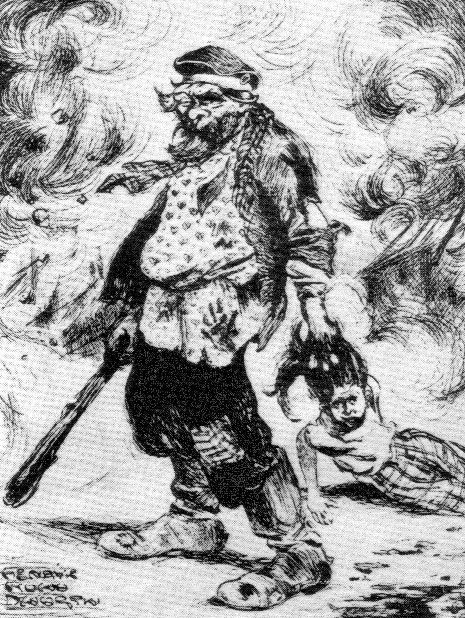
Карикатура на тему білостоцького погрому. Агресор зображений із головним убором російської царської армії

Смерть царя Олександра ІІ внаслідок замаху в 1881 році причинила велику хвилю антиєврейських виступів під назвою погроми. Найбільше їх було у 1881—1884 роках. Спершу відбувалися тільки на території Росії, хоча в інцидентах у Варшаві в грудні 1881 року загинуло 2 євреї, багато інших отримали поранення, жінок ґвалтували, крім того, було знищено майна на суму понад 2 млн рублів. Новий цар, Олександр ІІІ, звинуватив самих євреїв у цих інцидентах. Погроми продовжувалися до 1884 року за, як мінімум, неофіційної підтримки царської влади. Ці переслідування були однією із головних причин масової еміграції до США, а також виникнення сіонізму. Попри це, у 1897 році в Царстві Польському жили 1,3 млн євреїв (14 % популяції).
Наступна хвиля погромів відбулася у 1903—1906 роках. Вважається, що принаймні частина з них була організована і підтримана царською таємною поліцією, Охранкою. Окремі погроми відбулись на польських землях, де проживала більшість євреїв імперії. В результаті Білостоцького погрому було вбито близько 70 євреїв та 6 християн, щонайменше 90 осіб отримали серйозні поранення.

### Духовне життя. Гаскала і галаха
Польські землі як територія з найбільшою концентрацією євреїв були місцем, де розвивалися численні релігійні рухи юдаїзму. У Кракові, Вільнюсі, Воложині та Мірі діяли релігійні академії. Поряд із традиційним мистецтвом пілпулу розвивались нові теологічні тенденції, а навчальні методики було доповнено елементами етики і аскетичними тенденціями. У XIX столітті на польських землях розпочалась єврейська просвіта — Гаскала. Цей рух надавав великого значення світським ідеям та цінностям. Прихильники Гаскали, яких називали Маскілім, виступали за асиміляцію та інтеграцію з культурою країни, в якій перебували. В той же час діяла й інша школа — рух Мусар з акцентом на традиційність, яка мала стати відповіддю на антисемітизм та переслідування. На польських євреїв Гаскала вплинула не дуже суттєво. Вони були більше зосереджені на будуванні внутрішнього релігійного життя, що опиралося на Галаху («єврейське право»). Галаха використовувалася і ортодоксами, і хасидами, і прихильниками релігійного сіонізму (виниклого наприкінці XIX століття руху Мізрахі).

### Політичні рухи

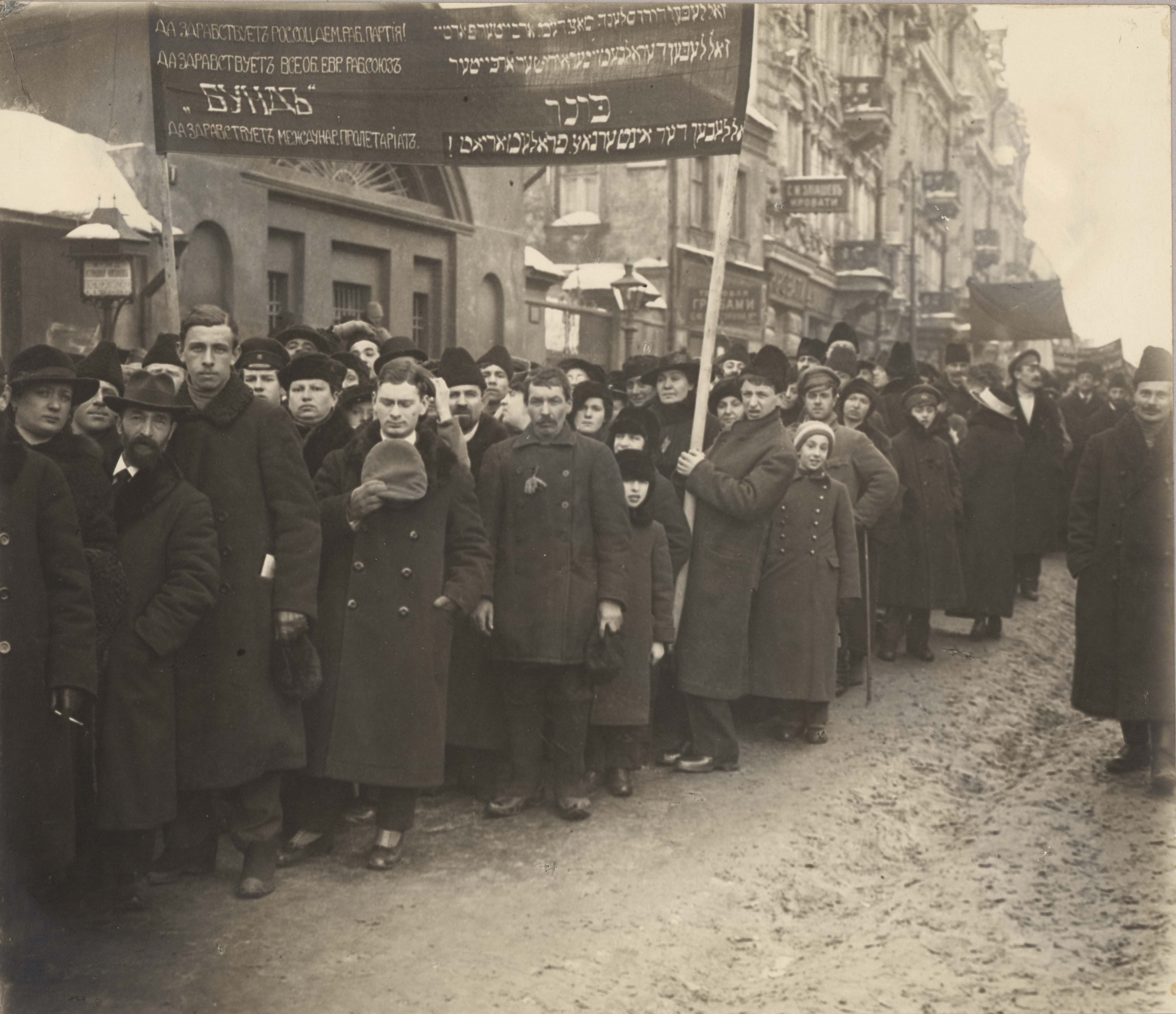
Демонстрація Бунду. 1917 рік

Наприкінці XIX століття Гаскала і дискусія, яку вона спричинила, викликала утворення низки політичних рухів у єврейській спільноті. Ці рухи представляли багато точок зору і бачень майбутнього єврейської спільноти та брали участь у місцевих виборах. Популярним став сіонізм, пропагований через такі організації, як соціалістичний Поалей-Ціон, прив'язаний до релігійної традиції в Мізрахі, а також через так званих «Загальних сіоністів» пол. (Ogólni Syjoniści), підтримка яких різко росла. Натомість асиміляцію і права робітників відстоювала антисіоністична партія Бунд, а так звані Фолькісти — культурну автономію та опір асиміляції. У 1912 році з'явилась єврейська релігійна партія Аґудат Ізраїль.

## Єврейська меншина під час Другої Польської Республіки (Речі Посполитої)

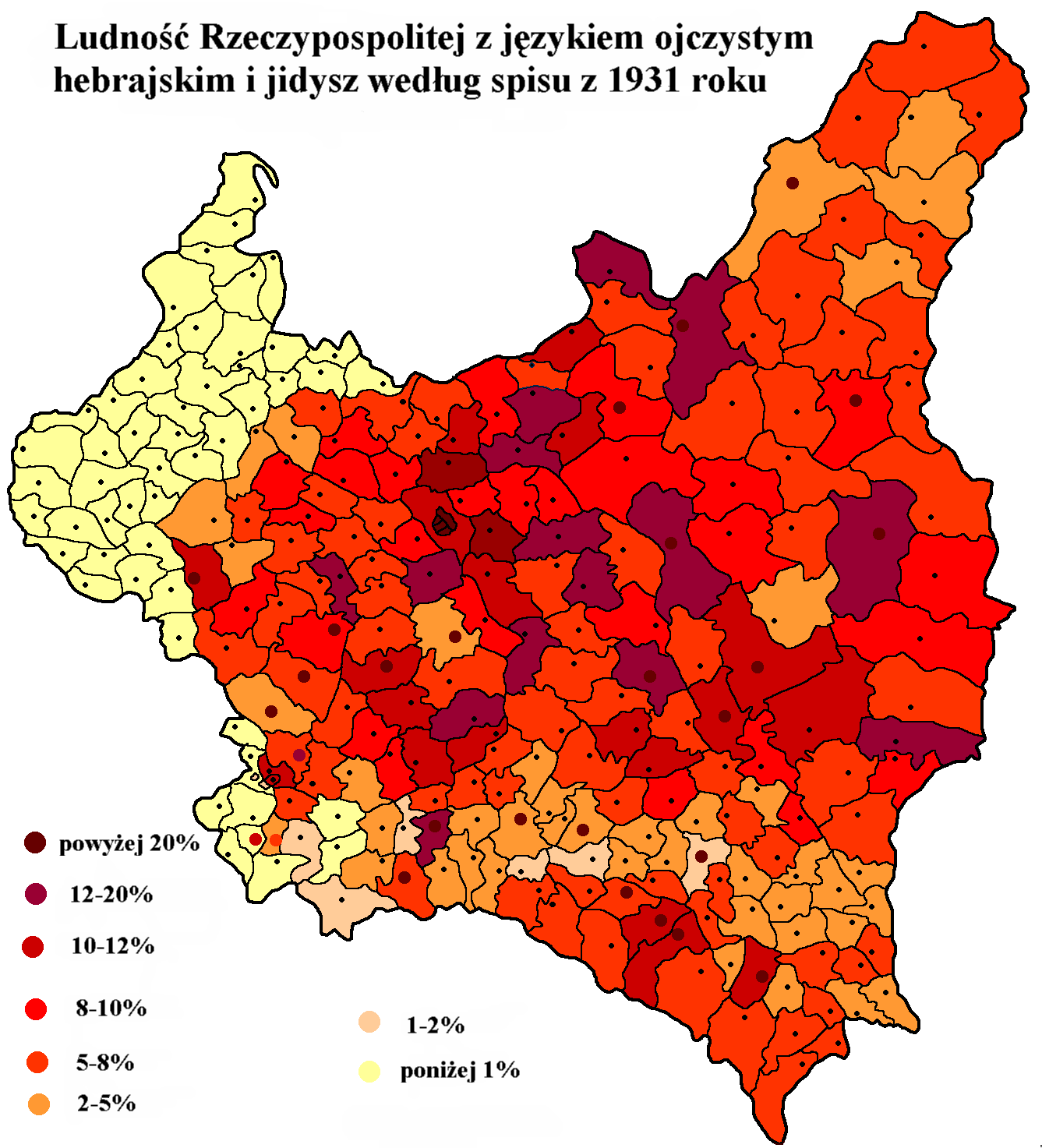
Частка населення Польщі у 1931 році, яка вказала своєю рідною мовою їдиш або іврит

### Становище євреїв під час військових дій 1918—1920 років
Багато євреїв брали участь в боротьбі за незалежність Польщі у 1918 році (близько 650 євреїв служило в Польських легіонах), окремі долучалися до формувань, організованих Юзефом Пілсудським. Однак значна частина спільноти вирішила зберегти нейтралітет, побоюючись зайняти одну зі сторін, оскільки це могло вилитися в подальші переслідування.
На Паризькій мирній конференції Комітет єврейських делегацій намагався отримати юридичні гарантії для євреїв у країнах Центральної Європи. Його діяльність призвела до підписання так званого малого версальського трактату.
Одразу після завершення І Світової війни на заході з'явилися чутки про масові єврейські погроми в Польщі. Як реакцію на них Президент США Вудро Вільсон доручив першому послові США у відродженій Польщі Г'ю Ґібсонові разом із Борісом Боґеном (директором єврейського Джойнту), Адамом Жултовським, а також полковником Бейлі (представником Червоного хреста) дослідити, наскільки ця інформація є пропагандою євреїв, а наскільки антисемітів чи антиполоністів, які в єврейській агітації вбачали один із методів ослаблення Польщі. 10 червня 1919 неофіційна комісія виїхала до Вільнюса і Ліди, де зустрічалася з місцевими євреями (в тому числі з тими, кого, за матеріалами американської преси, переслідували). Після завершення роботи комісія опублікувала висновок, де твердила, що в Польщі не сталося нічого, що можна було б назвати погромами. Ґібсона згодом було жорстко розкритиковано на шпальтах американських єврейських газет за цей звіт. Зокрема, журналісти New York Times Фелікс Франкфуртер і Луїс Маршал, окрім критичних статей про його діяльність, намагалися ускладнити затвердження Ґібсона на посаді посла в Польщі.
Внаслідок наявності нерозвіяних сумнівів для з'ясування ситуації було сформовано чергову, цього разу офіційну, комісію під керівництвом Генрі Морґентау. 3 листопада 1919 року було опубліковано так званий Рапорт Морґентау, в якому стверджувалось, що від листопада 1918 року до серпня 1919 року відбулося вісім значних антиєврейських виступів: у Кельцях, Львові, Пінську, Ліді, Вільнюсі, Кольбушовій, Ченстоховій і Мінську. За рапортом, найкривавіші епізоди відбулися 21-23 листопада 1918 року у Львові, де було вбито 72 євреї, та у Вільнюсі, де 19-21 квітня 1919 року польські солдати застрелили 43 євреїв, частину з них — під час сутичок в місті, частину — в результаті самосудів, які відбулися після того, як поляки зайняли місто. В рапорті наголошувалося на правопорушеннях польських солдатів під час подій у Вільнюсі: випадках пограбувань, зґвалтувань та страти без суду, було зазначено і про воєнні умови даних подій (в місті й надалі точилися бої з більшовиками), але заперечувалися звинувачення щодо ролі військового керівництва у цих інцидентах. Інший характер мала різанина в Пінську, де після входження польських військ за наказом командира заарештовано 75 учасників зібрання місцевих сіоністів, після чого 35 з них було розстріляно. Загалом у всіх інцидентах того часу було вбито близько 280 осіб. За даними рапорту, головною причиною даних подій був поширений на пост-російських теренах серед цивільних осіб та солдатів антисемітизм. В документі зазначалося, що як цивільне, так і військове польське керівництво не було ініціатором убивств, натомість намагалося їх припинити.
Два члени комісії, Едгар Джадвін (англ. Edgar Jadwin) і Гомер Джнсон (англ. Homer H. Johnson), опублікували окремий рапорт, в якому не погодились із висновками Морґентау. Вони написали, що в межах Царства Польського було вбито тільки 18 євреїв, тоді як на усій території, окупованій Польщею, сумарна кількість жертв не перевищила 300 осіб. В їх рапорті писалось, що поляки традиційно толерантно ставляться до євреїв. Під час німецької окупації Польщі подібність їдишу до німецької мови і готовність окремих осіб до співпраці зі стороною, яка перемагає, заохочувала противників Польщі до їх використання як агентів у різних цілях; а також до надання євреям не лише особливої протекції, але й обіцянок автономії. Антипатія до євреїв виникала також внаслідок їх ймовірної співпраці з більшовиками — польська спільнота вважала євреїв пропагандистами більшовизму. За даними рапорту, було хибним як називати всіх євреїв більшовиками, так і звинувачувати всіх поляків у знущаннях над євреями. У висновку стверджувалось, що позиція євреїв давала приводи до антисемітизму і загострювала його в критичних моментах.
Уряд Великої Британії у 1920 році вислав до Польщі подібну британську комісію, до якої увійшли Стюард Самуель (англ. Stuart Samuel) — голова, Горацій Румбольд (англ. H. Rumbold) і П. Райт (англ. P. Wright). Кожен із них опублікував окрему доповідь. Сер Румбольд звертав увагу на те, що ситуація євреїв у Польщі значно краща, ніж у сусідніх країнах — до прикладу, Угорщині, Чехословаччині та півдні Росії, а справжні погроми відбуваються переважно в Україні, де їх масштаби порівнянні з геноцидом вірмен у Туреччині. Стюарт Самуель висловив подив тим фактом, що попри низку подібних інцидентів у сусідніх країнах саме на тих, які відбувалися в тогочасній Польщі, акцентувалася найбільша увага. Капітан Райт написав: «Видавалось очевидним, що одна з двох держав, чи Німеччина, чи Росія, мусить перемогти і що євреї, які фінансували обидві сторони, повністю застраховані. В той же час зневажена ними Польща воскресла швидше. Сьогодні навіть євреям важко повірити у її воскресіння».

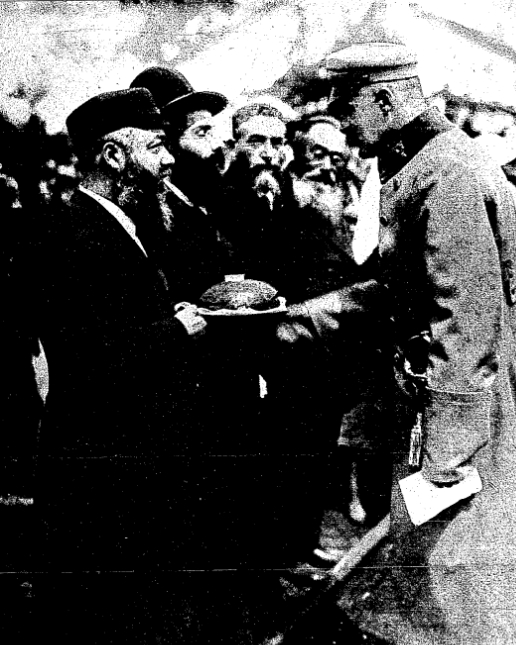
Юзеф Пілсудський приймає єврейську делегацію

Усі п'ять висновків та додаток «Typical Hymns of Hate», в якому були зібрані характерні приклади пропаганди в пресі, були зібрані разом і опубліковані під заголовком The Jews in Poland. Official reports of the American and British Investigating Missions.
16 серпня 1920 року під час Варшавської битви з ініціативи новопризначеного міністра військових справ генерала Казімежа Соснковського було інтерновано всіх солдатів та офіцерів єврейського походження. Тоді в таборі в Яблоні під Варшавою опинилося 17 тисяч призовників та добровольців, а також солдатів та офіцерів, що вже були на фронті. За кілька тижнів наказом від 9 вересня 1920 року табір було ліквідовано (переважно внаслідок негативної реакції з-за кордону).
Делегалізовано єврейський Бунд, єврейських солдатів відділяли від їх полків і відправляли з фронту, єврейських медсестер звільняли з польського Червоного Хреста, Єврейський шпиталь у Варшаві був оточений і з нього було вигнано 200 осіб, яких підозрювали в симпатизуванні комуністам. Близько 3 тисяч було вислано до табору для більшовицьких солдатів Домб'є під Краковом.
27 серпня 1920 року був страчений рабин Хаїм Шапіро, якого було засуджено на смерть за інформування більшовицьких військ про пересування оборонців Плоцька і рекомендації щодо напрямку атаки.

### Єврейські політичні партії
Єврейська меншина у Другій Речі Посполитій була дуже неоднорідною з політичної точки зору. Ще до здобуття Польщею незалежності виникла низка спілок, часто міжнародного масштабу, діячі яких зустрічалися на різних міжнародних конгресах. Характерним прикладом об'єднання такого типу була Сіоністська організація. Серед єврейських партій, починаючи з правого боку політичного спектру, діяли:
- Аґудат Ізраїль, яка в просторіччі називалась Аґуда. Керувалась релігійними правилами й потужно підтримувала бік Пілсудського;
- Сіоністська організація — найчисленніша партія, однак поділена за територіальною ознакою на низку осередків та фракцій (три головні політичні фракції: Et Libnoth — «Час будувати», Al Hamiszmar — «На сторожі» i Сіоністи-революціоністи);
- Організація сіоністів-ортодоксів Мізрахі[en];
- Сіоністська партія праці Гітахдут (пол. Hitachdut);
- Незалежна єврейська соціалістична робітнича партія «Робітники Сіону» (Поалей-Ціон (правиця)).

До центристських партій належала Єврейська народна партія (Фолькісти), яка відкидала тезу про необхідність створення єврейської держави в Палестині, а натомість концентрувалася на отриманні автономних прав у Польщі.
З лівого боку політичного спектру знаходився поміркований Загальний єврейський робітничий союз Бунд, а також крайні радикали: Єврейська соціал-демократична робітнича партія «Робітники Сіону» (Поалей-Ціон (лівиця)) і Комбунд.
До останньої групи єврейських партій належали організації, що об'єднували прихильників асиміляції в польському суспільстві, зокрема Союз поляків усіх земель польських віри Мойсеєвої (пол. Związek Polaków Wyznania Mojżeszowego Wszystkich Ziem Polskich) і Союз євреїв-учасників битв за незалежність Польщі (пол. Związek Żydów Uczestników Walk o Niepodległość Polski). Усі єврейські партії також проводили різноманітні суспільні та культурні заходи, видавали численні найменування преси (в тому числі багато газет польською мовою).
До найвизначніших єврейських партійних діячів належали: з Аґуди — Абрахам Мордехай Альтер, Маєр Шапіро і Абрахам Перлмуттер; з Сіоністської організації — Аполінарій Гартґлас, Леон Рейх, Озіяш Тон та Ісаак Грюнбаум; з Єврейської народної партії — Ной Прилуцький і Гірш Давид Номберґ; з Бунду — Віктор Альтер, Генрик Ельрих, Шмуль Зиґєльбойм та Маурици Ожех; з Поалей-Ціон (лівиці) — Натан Бухсбаум, Леві Левін-Епштейн, Нухім Рафалкес і Якуб Віткін.

### Демографія та культура
| Воєводство      | Відсоток євреїв |
| --------------- | --------------- |
| Поліське        | 49,2 %          |
| Волинське       | 49,1 %          |
| Люблінське      | 42,9 %          |
| Новогрудське    | 42,6 %          |
| Білостоцьке     | 38,7 %          |
| Станиславівське | 34,8 %          |
| Варшавське      | 34,7 %          |
| Тернопільське   | 34,7 %          |

У Польщі в міжвоєнний період проживала значна єврейська спільнота — у 1921 році тут було 2845,4 тисячі юдеїв, що становило 10,5 % загальної популяції держави. За даними перепису 1931 року в Другій Речі Посполитій мешкало 3113,9 тисяч євреїв (статистика базована на релігії, вказаній при опитуванні), що складало 9,8 % загальної кількості населення. Майже чверть усіх євреїв проживала у п'яти містах: Варшаві (352,6 тисячі; більше євреїв жило тільки в Нью-Йорку), Лодзі (202 тисячі), Вільнюсі, Кракові, Львові. Найбільша частка єврейського населення за повітами станом на 1939 рік була в Білостоці (43 % мешканців), Любліні (34,7 %), Лодзі (33,5 %), Радомі (32,3 %), Львові (32 %), Варшаві (31 %), Вільнюсі (28,2 %), Кракові (25,8 %), а найменша — в західних повітах, де вони не перевищували 1 % від загальної кількості мешканців.
Внаслідок природного приросту та еміграції 1 вересня 1939 року в Польщі проживало 3 474 000 євреїв. Вони були переважно зосереджені у великих та менших містах: 77 % жило у містах, а 23 % — в селах. Під час 1937/1938 навчального року в Польщі діяли 226 початкових і 12 середніх шкіл із викладанням їдишем чи івритом. Єврейські політичні партії, такі як Бунд чи праві та ліві сіоністичні організації були представлені в Сеймі та в органах місцевого самоврядування.

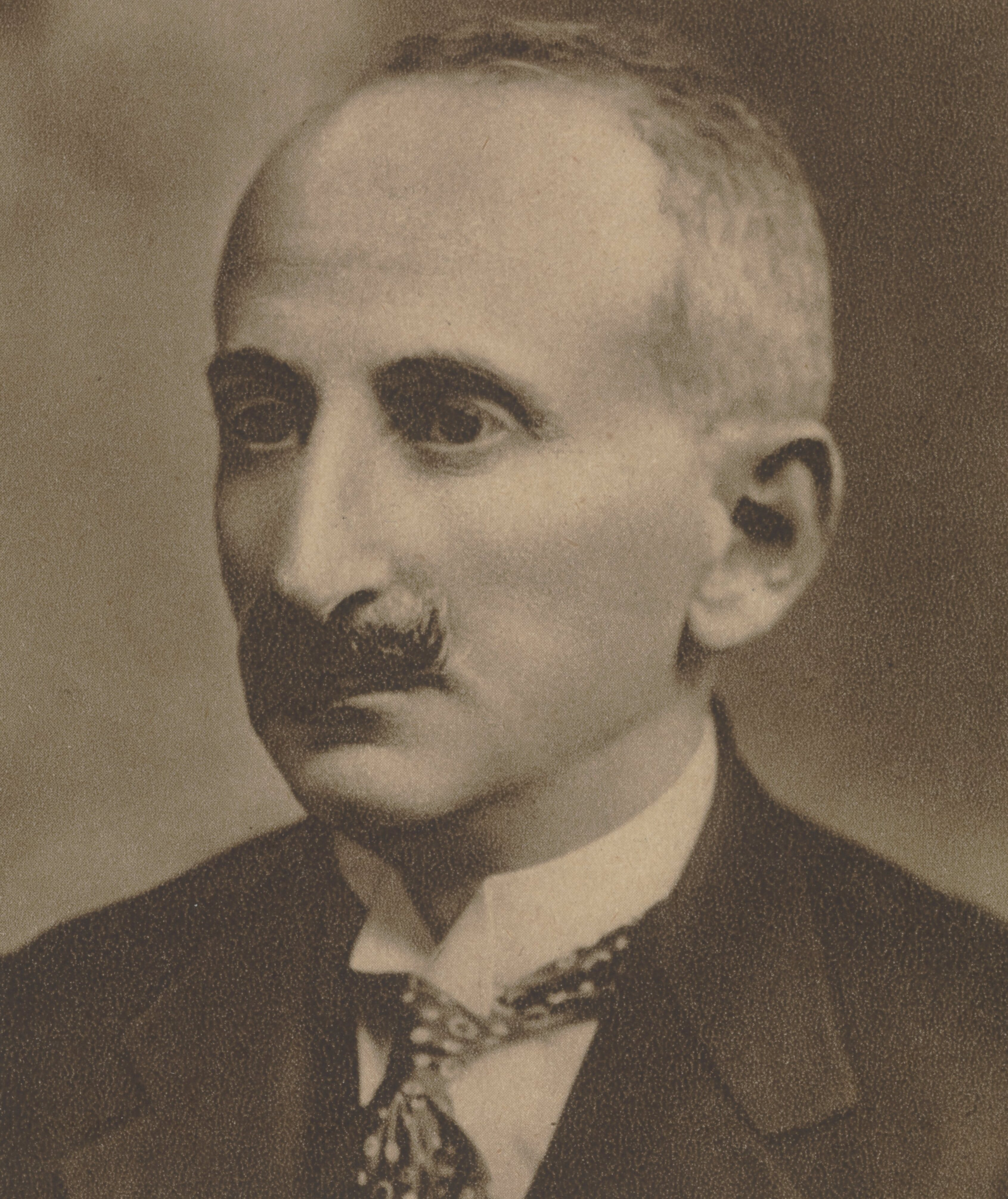
Болеслав Лесьмян

Динамічно розвивалося культурне життя. Було відкрито низку єврейських видавництв, в світ регулярно виходили понад 116 часописів. Автори, які писали мовою їдиш, мали міжнародне визнання (найвідоміший з них, Ісаак Башевіс Зінґер, у 1978 році отримав Нобелівську премію з літератури). Інші письменники-євреї чи особи єврейського походження, такі як Бруно Шульц, Юліан Тувім, Ян Бжехва чи Болеслав Лесьмян зробили величезний вклад у розвиток польської літератури початку XX століття. Видатним письменником та педагогом був Януш Корчак. Важливими постатями в польській культурі стали книговидавець Якуб Морткович та Мечислав Ґридзевський, творець найавторитетнішого видання польської літературної критики — тижневика Wiadomości Literackie. Розвивався і театр мовою їдиш — в Польщі діяло 15 театрів і театральних груп. В Варшаві працювала найвидатніша єврейська театральна трупа — Trupa Wileńska (її перший спектакль, Дибук, був поставлений у 1920 році). Заснований у 1912 році в Білостоці театр Габіма зараз є державним театром Ізраїлю і діє в Тель-Авіві. В Польщі знімались і фільми мовою їдиш, серед яких At chet, Der Dibuk, Freylikhe kabtsonim, Mamele. Низка євреїв-режисерів знімали фільми польською мовою. Серед них Александер Ґерц, Александер Форд, Юзеф Лейтес. Юліан Тувім та Мар'ян Гемар писали тексти для театрів-ревю. Конрад Том був режисером та актором, а також автором шмонцесу Сенк (пол. Sęk), який після війни виконувався кабаре Дудек.

### Міжвоєнне законодавство щодо єврейських ґмін в Польщі
Євреї в міжвоєнній Польщі становили найчисельнішу нехристиянську релігійну громаду і були організовані в 818 кагалів — релігійних ґмін. Близько 1600 духовних осіб були працевлаштовані в цих кагалах.
Першим нормативним документом, який стосувався виключно теренів Царства Польського і регулював різні аспекти діяльності кагалів, став декрет Глави Уряду Пілсудського від 7 лютого 1919 року «O zmianach w organizacji gmin wyznaniowych żydowskich na terenie byłego Królestwa Polskiego» (укр. Про зміни в організації єврейських релігійних ґмін на теренах колишнього Царства Польського). Це не був цілком новий юридичний документ, а, фактично, поновлення розпорядження німецької окупаційної влади від 1916 року. Видані урядом у 1925—1927 роках акти поширили дію цього декрету на інші воєводства. 5 квітня 1928 року оголошено зведений текст закону, який регулював устрій кагалів у Польщі (крім Сілезького воєводства). Закон доповнили два розпорядження Міністерства релігійних справ та народної просвіти: від 24 жовтня 1930 року, яке встановлювало правила виборів до органів кагалу (рад і правлінь), вибору рабинів та підрабинів та від 9 вересня 1931 року, яке регулювало фінансові аспекти діяльності кагалів. Згідно з законом від 5 квітня 1928 року всі євреї (використовувався критерій релігії), мешканці Речі Посполитої, утворювали Релігійний Союз (пол. Związek Religijny), складений з кагалів та очолюваний Релігійною Радою. Інституція Релігійної Ради, яка, за прикладом інших релігій, мала би бути головним репрезентаційним органом єврейської спільноти в Польщі, так і не запрацювала. Компетенції кагалів були обмежені до суто релігійних моментів, зокрема організації та утримання рабінату, будівництва та утримання синагог, домів молитви, ритуальних лазень та цвинтарів, нагляду за релігійним вихованням молоді та турботи про постачання кошерного м'яса. Крім того, кагал мав право займатися благодійною допомогою убогим євреям, засновувати та керувати фундаціями, метою яких була допомога. Головний нагляд над усіма кагалами мав міністр Міністерства релігійних справ та народної просвіти, а в так званій другій інстанції — воєвода. Безпосереднім наглядом займалися місцеві повітові старости.
В міжвоєнній Польщі право розглядало євреїв як релігійну групу, повністю оминаючи національний аспект — членами кагалу (на підставі примусу) були всі мешканці-юдеї. Відповідно до законодавства усі євреї становили «релігійну компанію» (пол. «towarzystwo religijne») державно-правового характеру, яка складалася з кагалів. При цьому компетенції кагалів були суттєво обмежені, а державний нагляд сильно розвинений.
До релігійних груп, які визнавались правом у Другій Речі Посполитій, входили: римо-католики, греко-католики, протестанти, старообрядники, православні, юдеї та караїми. Визнання державою етнічних чи релігійних відмінностей спричинило необхідність підготовки окремих нормативно-правових актів для окремих меншин. Поважати свободу діяльності етнічних та релігійних меншин вимагали від Польщі міжнародні договори (серед яких Версальський договір), з яких низку прав було інкорпоровано до конституції 1921 року. Конституція гарантувала право на об'єднання в різні спільноти, що уможливлювало громадянам Польщі, які належали до національних меншин, створювати благодійні та релігійні об'єднання.

### Антисемітизм

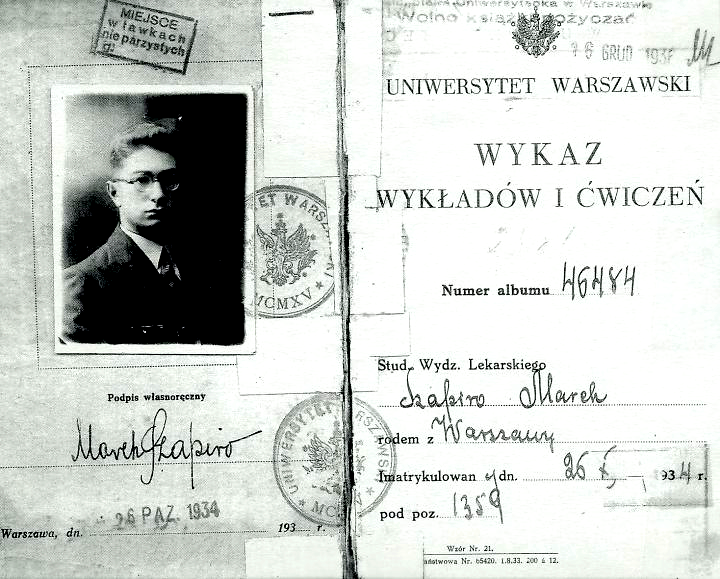
Залікова книжка студента Варшавського університету, єврея за національністю, із позначеним місцем у лавковому гетто

Переслідування євреїв у Польщі активізувалося в початкових та останніх роках Другої Речі Посполитої. Багато осіб не розцінювало їх як «справжніх поляків», зокрема люди з націоналістичними поглядами, які отримували політичну підтримку від націонал-демократів («ендеції»).
Ще перед початком І Світової війни ендеція та її очільник — Роман Дмовський уважали, що всілякі національні меншини перешкоджають інтеграції Польщі та її возз'єднанню, оскільки не демонструють польської національної свідомості. Після здобуття Польщею незалежності Дмовський писав, що народи, які не піддадуться асиміляції, призведуть до занепаду держави, яка не зможе встановити сильної центральної влади.
Переважна більшість євреїв добровільно жила у єврейських кварталах (гетто) або в містечках-штетлах. Така ізоляція, а також те, що близько 85 % євреїв вказували іврит чи їдиш як свою рідну мову, ускладнювало асиміляцію. Євреї свідомо не асимілювалися, оскільки єврей, що втрачав свою релігійну ідентичність, втрачав і національну ідентичність — «переставав бути євреєм в очах своїх єдиновірців та у власних очах». Виняток становили найвищі суспільні верстви єврейської спільноти (інтелігенція, представники творчих професій).
Суттєво легше євреям жилося за авторитарних урядів Маршала Польщі Юзефа Пілсудського (1926—1935), який оцінював громадян за критерієм заслуг для країни, а не за національним походженням. Особливо високо польські євреї оцінювали підтримуваного Пілсудським прем'єр-міністра Польщі Казимира Бартеля. Але внаслідок низки причин (в тому числі й Великої депресії), їх ситуація ніколи не була задовільною. Крім того, у 1933 році в Переворотах Дмовський означив єврейську меншину як найважчу для неї [Польщі] проблему. Наступні польські уряди не мали чіткої ідеї щодо політики стосовно трьох мільйонів євреїв, які переважно не прагнули асиміляції, а також щодо молодої єврейської інтелігенції з політичними та громадськими амбіціями, які досягали успіхів у престижних професіях, до прикладу, в медицині та юриспруденції.
Ситуація меншини погіршилась після смерті маршала, яку більшість євреїв сприйняла як трагедію. У 1935—1937 роках в антисемітських заворушеннях загинуло 97 євреїв, а близько 500 отримали поранення. Причиною окремих заворушень ставали вбивства поляків євреями, як це трапилось у Пшитиці чи в Бересті. Мішенню агресії багато разів ставали єврейські магазини, багато з яких було знищено. Радикальна правиця оголосила економічний бойкот євреїв (під гаслом свій до свого по своє), який в сумі з Великою депресією і високим природним приростом (тоді кількість євреїв у Польщі була найбільшою в світі) спричинив зниження рівня життя євреїв у Польщі, який був одним із найнижчих серед єврейських спільнот світу. Збільшилась дискримінація в університетах, яку просували польські націоналістичні угруповання як реакцію на велику кількість євреїв на окремих напрямках навчання. У 1937 році впроваджено numerus clausus.
В травні 1938 року Головна Рада Табору національного єднання оголосила про свою позицію щодо єврейського питання. Згідно з прийнятою резолюцією, вирішення єврейського питання в Польщі може бути досягнуто, насамперед, якомога радикальнішим зниженням числа євреїв у Польській державі. Резолюція також проголошувала продовження боротьби за зменшення участі євреїв у культурному та економічному житті.
Виникали ідеї щодо еміграції (наприклад, на Мадагаскар), в яких сіоністські керівники шукали порозуміння з урядом. Розпочались перші, спочатку нечисельні, виїзди до Палестини. Другий відділ Генерального штабу Війська Польського (польська військова розвідка) на підставі таємних договорів тренував та озброював єврейських диверсантів, які потім виїжджали воювати з арабами та британцями в Британському мандаті в Палестині за незалежний Ізраїль.
Сейм Речі Посполитої прийняв закон про позбавлення громадянства тих, хто втратив зв'язок із польською державністю. Міністр внутрішніх справ Феліціян Славой Складковський 8 жовтня 1938 року видав розпорядження про подання до обов'язкового одноразового контролю польських закордонних паспортів, починаючи від 29 жовтня. Це стало приводом для гітлерівців до виселення польських євреїв (які боялися втратити громадянство) до Польщі.

## Друга світова війна та винищення польських євреїв

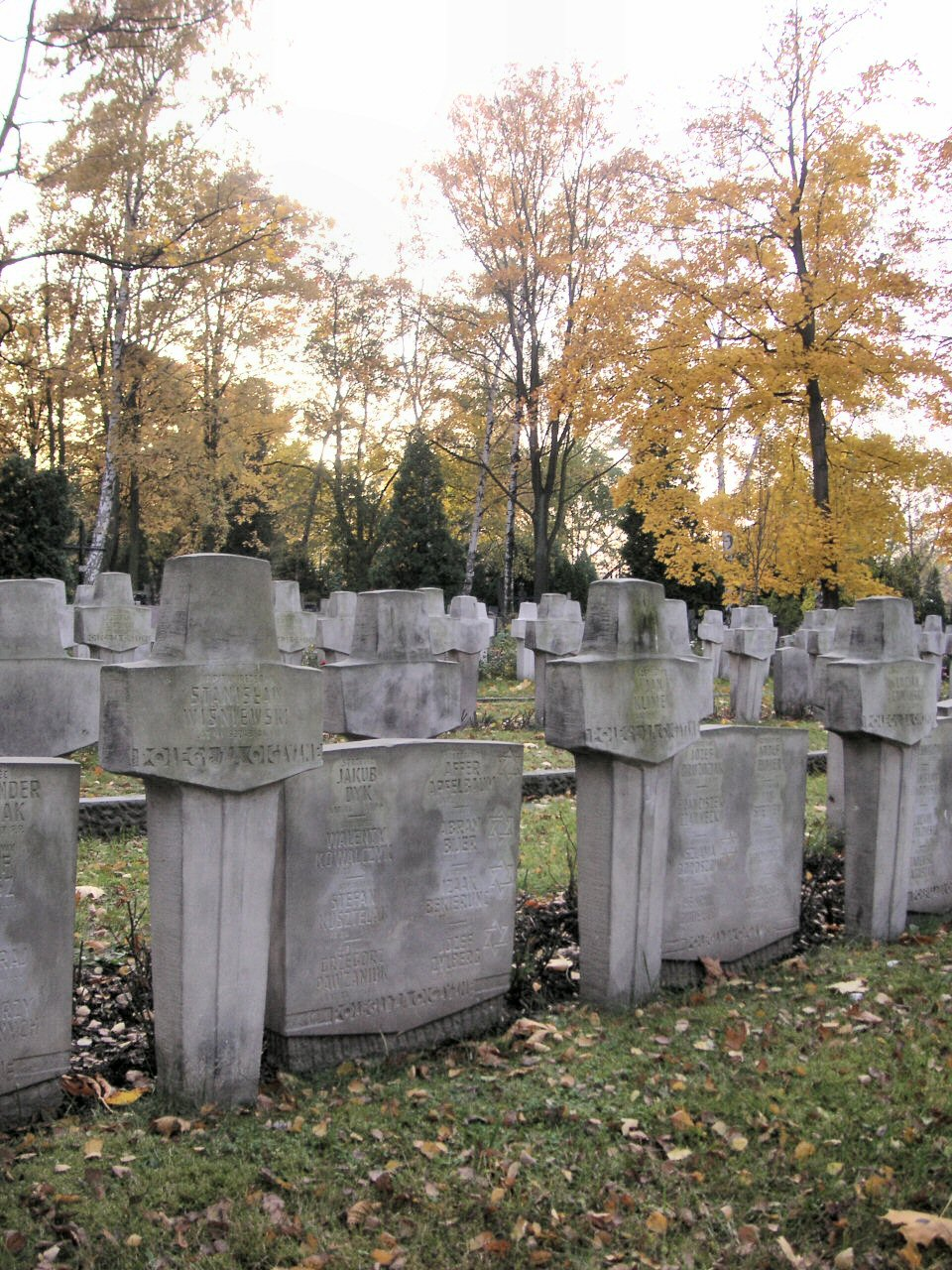
Єврейські надгробні камені поміж хрестів — місце поховання полеглих під час вересневої кампанії. Військовий цвинтар на Повонзках, Варшава

### Вереснева кампанія
1 вересня 1939 року в щоденній газеті Nasz Przegląd була опублікована заява:

| Сіоністська організація та єврейський народ стоять із польського боку, готові до бою за свою гідність та незалежність. Ця заява повинна бути дороговказом для світового єврейства. Місце євреїв усього світу — із польського боку. Оригінальний текст (пол.) Organizacja Syjonistyczna i naród żydowski stoją po stronie polskiej, gotowe do walki o swą godność i niepodległość. To oświadczenie winno być drogowskazem dla światowego żydostwa. Miejsce Żydów całego świata jest po stronie polskiej[111]. |
2 вересня 1939 у цьому ж виданні опубліковано відозву Головної Ради та Правління Союзу рабинів Речі Посполитої:

| Нехай славиться ім'я Споконвічного. Браття в Ізраїлі, Громадяни Найяснішої Польської Речі Посполитої! Одвічний ворог напав у підлий, нікчемний спосіб на нашу так палко кохану Вітчизну, Польщу. Цілком позбавлений честі, віри та всіх людських почуттів, він несе вбивства, грабежі й пожежі. Ми, євреї, діти цієї землі з незапам'ятних часів, усі стаємо в дисциплінованих рядах, зосереджені та спокійні за закликом пана Президента Речі Посполитої та Верховного Головнокомандувача, аби боронити нашу кохану Вітчизну, кожен на визначеній йому владою ділянці, і віддамо, коли настане така потреба, на вівтар Вітчизни наше життя і наше майно без решти. Це наш найпочесніший громадянський та релігійний обов'язок за наказами нашої Святої Віри, який виконаємо із найбільшою радістю — так допоможи нам і Польщі, Боже. Звертаємо благальні молитви до Творця про перемогу польської зброї та будьмо впевнені, що Він нас почує. Амінь. Головна Рада та Правління Союзу рабинів Речі Посполитої. Оригінальний текст (пол.) Niechaj będzie pochwalone imię Wiekuistego. Bracia w Izraelu, Obywatele Najjaśniejszej Rzeczypospolitej Polskiej! Odwieczny wróg napadł w niecny, nikczemny sposób na naszą tak gorąco przez nas umiłowaną Ojczyznę, Polskę. Wyzuty dosłownie z czci, wiary i wszelkich uczuć ludzkich, niesie on mord, rabunek i pożogę. My Żydzi, dzieci tej ziemi od zamierzchłych czasów, stajemy wszyscy w karnym ordynku, zwarci i opanowani na wezwanie Pana Prezydenta Rzeczypospolitej i Naczelnego Wodza, aby bronić naszej ukochanej Ojczyzny, każdy na wyznaczonym mu przez władze posterunku i oddamy, gdy zajdzie tego potrzeba, na ołtarzu Ojczyzny, nasze życie i nasze mienie bez reszty. Jest to naszym najszczytniejszym obowiązkiem obywatelskim i religijnym, według nakazów naszej Świętej Wiary, który z największą radością spełnimy – tak nam i Polsce dopomóż Bóg. Wznosimy błagalne modły do Stwórcy o zwycięstwo oręża polskiego i bądźmy pewni, że nas usłyszy, Amen. Zarząd i Rada Naczelna Związku Rabinów Rzeczypospolitej Polskiej[112]. |
Під час так званої вересневої кампанії 1939 року близько 120 тисяч громадян Польщі — євреїв або єврейського походження — брало участь у боях із німцями та Червоною армією в рядах польської армії. Встановлено, що протягом ІІ світової війни загинуло 32 216 єврейських солдатів та офіцерів Війська Польського, а близько 61 тисячі потрапили до німецького полону (більшість із них не вижила). Ті з них, хто був звільнений, швидко опинилися в гетто чи в таборах примусової праці, де поділили долю своїх єврейських співгромадян.

### Радянська окупація
У завойованій та поділеній згідно з умовами пакту Молотова — Ріббентропа Польщі 61,2 % польських євреїв опинилося під німецькою окупацією, а 38,8 % — під радянською. Серед польських офіцерів, страчених НКВС в Катині у 1940 році, було близько 450 євреїв. В той же час велика кількість євреїв співпрацювала з комуністичним режимом, що стало приводом для пізніших польсько-єврейських сутичок на цих теренах.
За свідченнями посольства Польщі, євреї становили близько 40 % громадян Польщі, перебуваючих на території СРСР. Протягом 1939—1941 років від 100 до 300 тисяч євреїв було депортовано із територій, окупованих СРСР в глибину Радянського союзу. Окремі з них, зокрема комуністи (до прикладу, Якуб Берман), переселялись добровільно. Невеликій групі (близько 6 тисяч осіб) вдалося виїхати з СРСР у 1942 році та приєднатися до армії генерала Владислава Андерса. Серед них був і майбутній Прем'єр-міністр Ізраїлю, Менахем Бегін. Тоді, коли Другий польський корпус перебував у Британському мандаті в Палестині, 67 % (2972) єврейських солдатів дезертувало. Багато з них долучилося до Ірґун цваї леумі, єврейської парамілітарної організації.

### Німецька окупація. Голокост

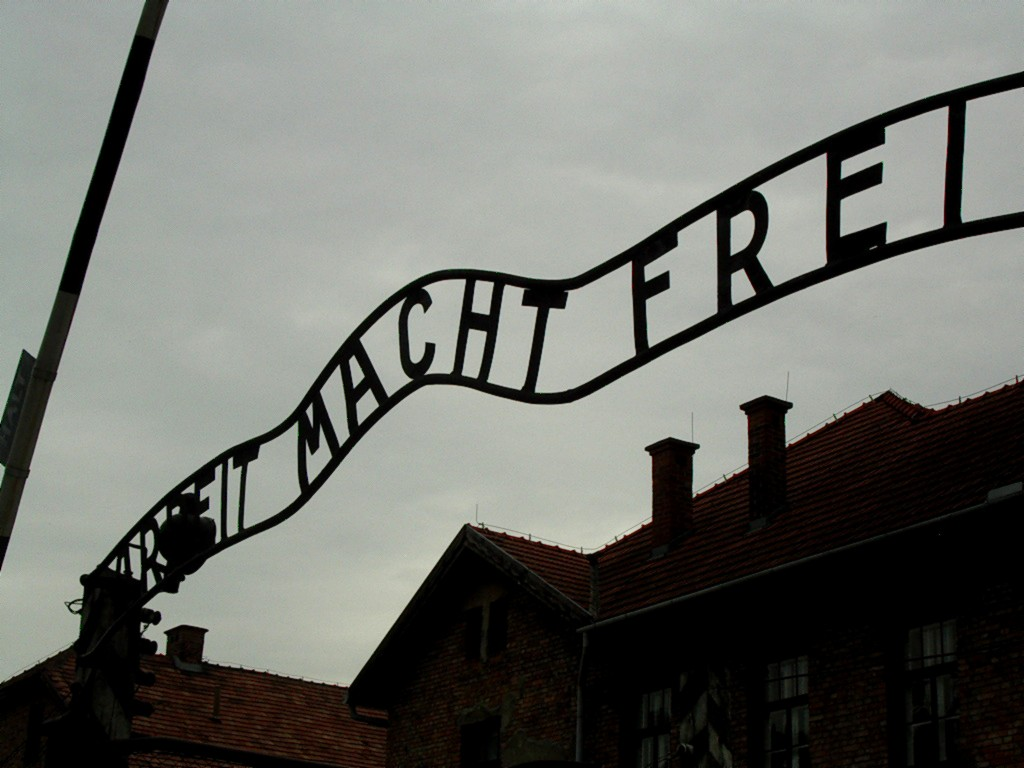
В'їзні ворота до концтабору Аушвіц

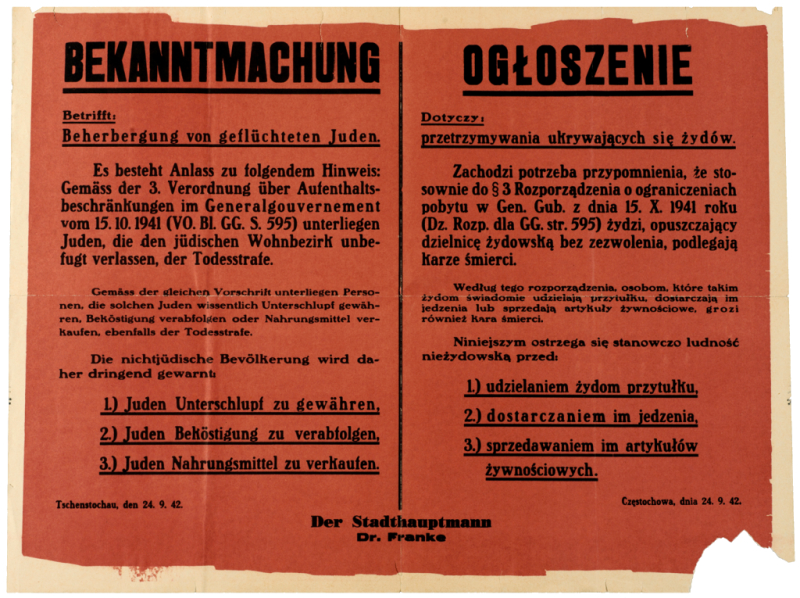
Оголошення влади Генерального губернаторства від вересня 1942 року, в якому говориться про смертну кару за переховування євреїв, а також за продаж чи постачання для них їжі

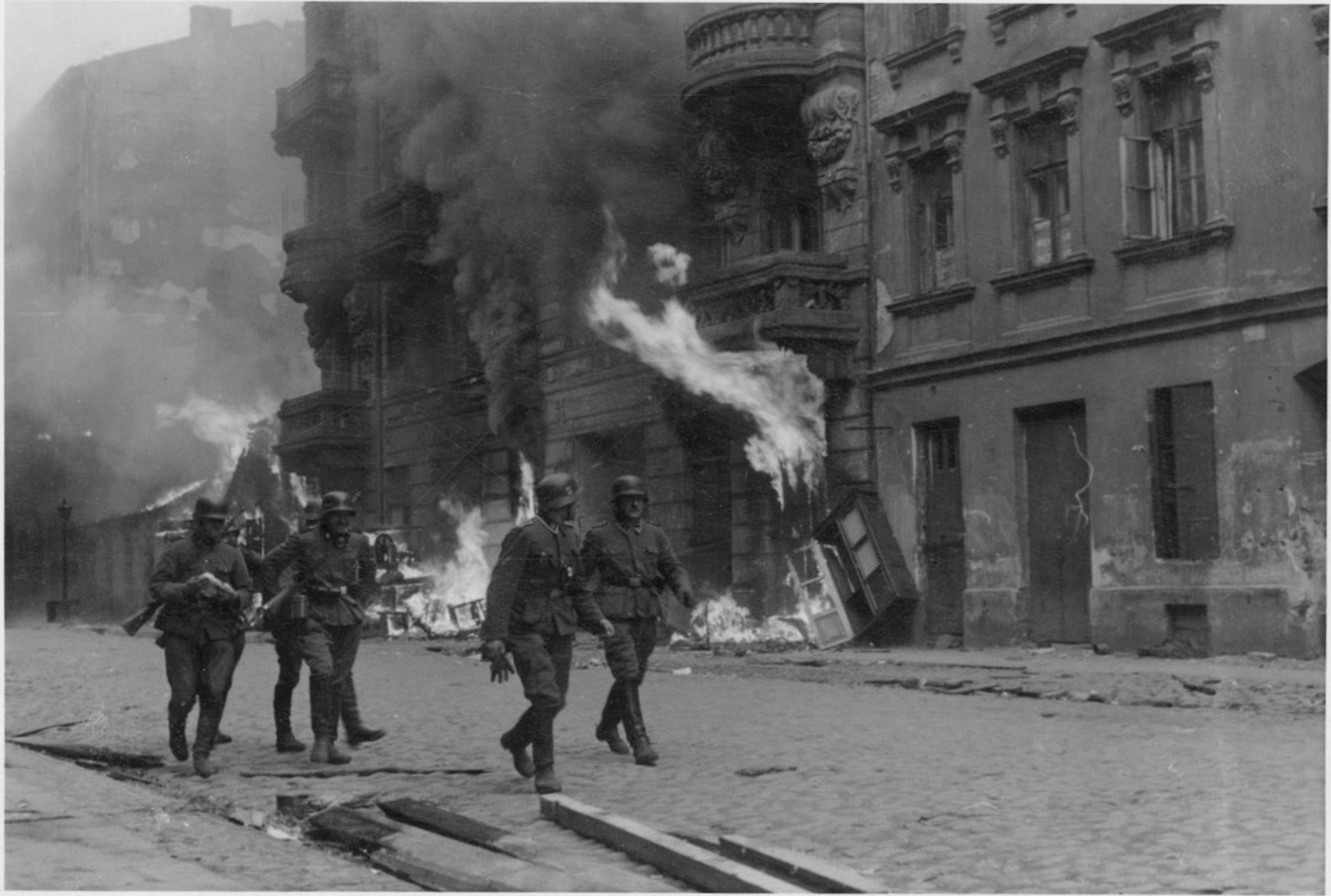
Німецькі солдати підпалюють житлові будинки під час повстання у Варшавському гетто

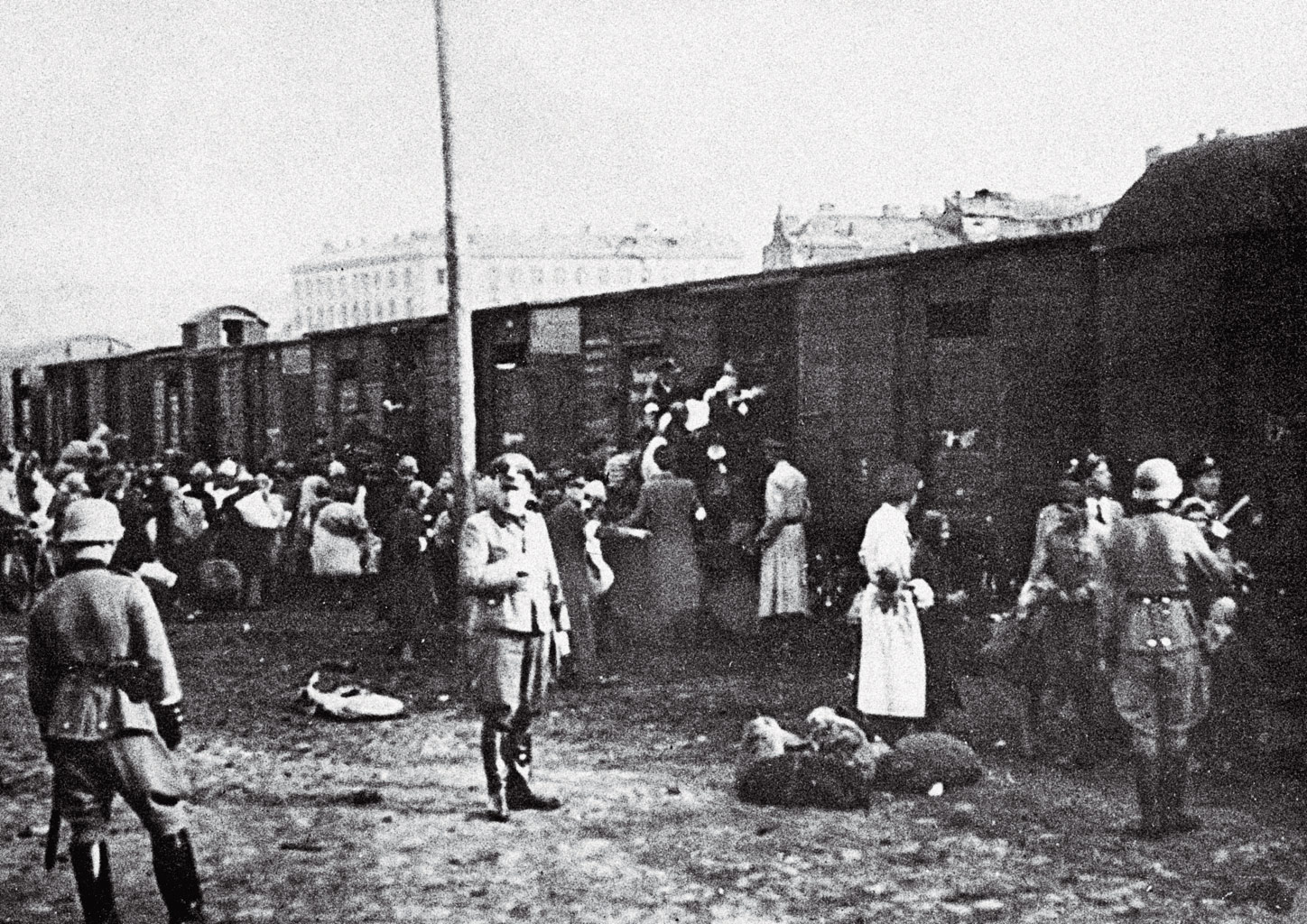
Євреїв заганяють у поїзд до табору смерті в Треблінці на рампі варшавського Умшлагплацу

Польські євреї найбільше постраждали під час Голокосту. За період війни загинуло близько 6 мільйонів громадян Польщі; половина з них була євреями. Їх страчували в нацистських таборах смерті, в Аушвіці-Біркенау, Треблінці, Майданеку, Белжці, Собіборі, Хелмні або морили голодом в гетто. Багато із них загинуло внаслідок діяльності гітлерівських ескадронів смерті — айнзатцгруп.
Окремі різанини були тільки ініційовані німцями, а здійснювалися за допомогою поляків або й виключно ними. Прикладом може слугувати погром у Єдвабному, під час якого було вбито (за пізнішими підрахунками Інституту національної пам'яті Польщі) мінімум 340 євреїв. Природа участі поляків у різанинах євреїв під час війни до сьогодні залишається предметом суперечок. Польський Інститут національної пам'яті надав докази того, що інциденти, подібні до подій у Єдвабному, траплялися і в багатьох інших місцевостях регіону. Серед причин такої поведінки називають антисемітизм, бажання помститись євреям, які підтримували комуністів, або банальне прагнення до наживи.
Німці організували велику кількість гетто, в яких ув'язнювали євреїв з усіх окупованих територій. Найбільшим були Варшавське гетто (у 1941 році тут проживало 460 тисяч осіб, у 1942—380 тисяч) та гетто в Лодзі, де перебувало близько 160 тисяч євреїв. Великі гетто повстали і в інших польських містах — Білостоці, Ченстоховій, Кельцях, Кракові, Любліні. Іноді гітлерівці організовували відкритті гетто, як це було у Шидловці.
Варшавське гетто було організоване генеральним губернатором Гансом Франком 16 жовтня 1940 року. В той час 450 тисяч євреїв, зібраних в гетто, складали 30 % популяції Варшави, а займало воно лише близько 2,4 % поверхні міста. 16 листопада був збудований високий мур, який остаточно відгородив їх від решти світу. Протягом наступних півтора років до гетто звозили євреїв із менших міст і сіл. Попри це, кількість мешканців залишалась відносно стабільною, оскільки багато ув'язнених помирало від голоду та інфекційних хвороб, зокрема тифу. Середній харчовий пайок для євреїв у Варшаві становив 253 ккал, для поляків — 669 ккал, а для німців — 2613 ккал.
22 червня 1942 року розпочалась масова депортація і протягом наступних 52 днів (до 12 вересня 1942 року) близько 300 тисяч осіб потягами було вивезено до табору смерті в Треблінці. Депортацію виконали 50 німецьких солдатів СС, 200 литовських солдатів із батальйонів Шуцманшафту, 200 українських поліцаїв та 2500 членів Єврейської поліції гетто. В обмін на співпрацю працівникам Юденрату, Єврейської поліції та їх родинам була гарантована безпека. Цих гарантій дотримувалися лише короткий час; працівників Юденрату теж було страчено.
18 січня 1943 року частина мешканців гетто (серед них члени Єврейської бойової організації та Єврейського військового союзу) здійснила збройний опір проти чергових депортацій. Остаточна ліквідація гетто настала за чотири місяці, коли німці придушили повстання, яке розпочалось 19 квітня 1943 року.
Доля варшавського гетто була ідентичною з долями інших гетто, де концентрували євреїв. Після прийняття гітлерівцями рішення про остаточне розв'язання єврейського питання (нім. Endlösung der Judenfrage) — винищення євреїв Європи, у 1942 році розпочалась операція Рейнгард, протягом якої (тобто до жовтня 1943 року) було страчено близько 2 мільйонів євреїв.
Польща була єдиною країною, окупованою Німеччиною, в якій юридично було впроваджено смертну кару для кожного, хто переховує чи в інший спосіб допомагає євреям. Попри це, поляки становлять найбільшу групу серед Праведників народів світу.
У 1941 році Єврейський реферат відділу інформації Бюро інформації та пропаганди Головної комендатури Армії Крайової розпочав систематичний збір інформації про долі польських євреїв, які потім передавались до Лондону. Реакцією на винищення єврейського населення стало утворення у вересні 1942 року Зофією Коссак-Щуцькою та Вандою Крагельською Тимчасового комітету допомоги євреям, в грудні того ж року реорганізованого в Раду допомоги євреям «Жеґота». В березні 1943 року Вітольд Беньковський (псевдо Венцький) скликав Єврейський реферат Урядового представництва на Батьківщині.
Уряд Польщі у вигнанні був першим (жовтень 1942 року), хто доповів про існування нацистських таборів смерті та систематичну екстермінацію євреїв через свого кур'єра Яна Карського та організатора руху опору в Аушвіці Вітольда Пілецького. 18 грудня 1942 року Президент Польщі у вигнанні Владислав Рачкевич відіслав до Папи Римського Пія XII драматичний лист із благанням публічно виступити на захист євреїв та поляків.

## Часи Польської Народної Республіки

### Повоєнні роки
Від 40 до 100 тисяч польських євреїв пережили Голокост, переховуючись або будучи членами партизанських формувань (польських чи радянських). Ще 50-170 тисяч було репатрійовано з СРСР, а 20-40 тисяч — з Німеччини та інших країн. Одразу після війни в Польщі проживало близько 180—240 тисяч євреїв. Місцем їх найбільшої концентрації стала Нижня Сілезія, в якій до весни 1946 року оселилося 86 тисяч осіб. Ще близько 30 тисяч оселилося в Лодзі, 20-31 тисяч — у Щеціні, близько 13 тисяч у Кракові та 8 тисяч у Варшаві.
Провідною установою, яка представляла польських євреїв у 1945—1950 роках, був Центральний комітет польських євреїв (пол. Centralny Komitet Żydów Polskich). Комітет координував репатріацію з Радянського Союзу та східних кресів. Під його покровительством діяло Товариство охорони здоров'я єврейського населення (пол. Towarzystwo Ochrony Zdrowia Ludności Żydowskiej), яке організувало медичну допомогу євреям. Історична комісія збирала свідчення тих, хто пережив Голокост, допомагаючи, серед іншого, у кримінальних переслідуваннях нацистських злочинців, і документувала єврейське життя (у 1947 році Комісію було реорганізовано в Єврейський історичний інститут, пол. Żydowski Instytut Historyczny). У близько 30 школах Центрального комітету польських євреїв навчалося близько 3000 учнів. Комітет також підтримував культурно-мистецьке життя, яке відроджувалося після війни. Спершу склад керівництва Комітету характеризував політичний плюралізм, але згодом, коли у Польщі зміцнився комунізм, владу в Комітеті поступово перебрала єврейська фракція Польської робітничої партії.
За кілька перших повоєнних років більше половини євреїв Польщі переселилися до Нижньої Сілезії. У школах цього регіону вивчався їдиш, а в кількох ще й іврит. Діяли дві музичні та одна балетна школа. Працювали театри, драматичні гуртки, два оркестри та два хори. Відкривалися бібліотеки, будинки культури, клуби та світлиці. Відбувались експозиції єврейського мистецтва. Протягом кількох років діяли єврейські політичні партії з різним рівнем плюралізму (у всій державі їх було 11, з них 8 — легальні). Виходили дві газети. Вирувало й релігійне життя. Товариство охорони здоров'я єврейського населення керувало санаторіями, амбулаторіями, центрами опіки над матір'ю та дитиною, сиротинцями та яслами. Організація розвитку творчості (пол. Organizacja Rozwoju Twórczości) у 1945-50 роках проводила в регіоні багато курсів підвищення кваліфікації, завдяки яким значна частина населення після перекваліфікації розпочала працю в легкій та важкій промисловості, зокрема на шахтах та металургійних заводах.
Релігійне життя точилося в рамках релігійних спільнот. Головним рабином Польщі був Давид Кагане (він же був і головним рабином Війська Польського).
Відновлене Єврейське товариство сприяння витонченим мистецтвам (пол. Żydowskie Towarzystwo Krzewienia Sztuk Pięknych) протягом 1944—1949 років намагалося зробити можливим для митців продовження їх діяльності у післявоєнних умовах. Воно ж збирало збережену юдаїку для Галереї єврейського мистецтва (пол. Galeria Sztuki Żydowskiej). В ті роки діяли три єврейські театри (Нижньосілезький єврейський театр у Вроцлаві, Єврейський театр у Лодзі та театральний колектив «Mikt» у Дзержонюві), а також значна кількість драматичних гуртків. Протягом кількох років діяла кіностудія Kinor. Одразу після війни в Польщі перебувало близько 40 письменників мовою їдиш, серед яких Хаїм Ґраде, Рахеля Авербах, Лейб Оліцкі, Гадаса Рубін, Давід Сфард, Даніель Кац та Ілля Райзман). Частина літераторів писала польською мовою (зокрема, Юліан Тувім, Антоній Слонімський, Ян Бжехва, Леопольд Тирманд, Станіслав Лем, Юліан Стрийковський, Мечислав Яструн, Александер Ват, Казимир та Мар'ян Брандиси, Роман Брадндштеттер, Арнольд Слуцкі, Станіслав Вигодзькі та Калман Сеґал).
Після завершення Другої світової війни і Погрому в Кельцях 1946 року (у результаті цього і низки подібних інцидентів за 1945—1946 роки у Польщі загинуло близько 1150—1500 євреїв, що пережили Голокост), євреї почали поступово покидати країну. Крім того, комуністична влада відмовила в реституції майна євреїв, захопленого протягом війни. Частина євреїв бачила своє майбутнє в розбудові єврейської держави у Британському мандаті Палестини. Сумарно з Польщі у 1944—1947 роках виїхало близько 140 тисяч євреїв. Великій частині цих емігрантів допомогли сіоністські активісти, такі як Адольф Берман чи Іцхак Цукерман, які були членами організації Бріха. За окремими підрахунками, загалом близько 170 тисяч осіб виїхало з Польщі завдяки допомозі цього товариства.
В результаті зміцнення комуністичної влади в Польщі на межі 1949—1950 років державний апарат закінчив одержавлення й організацію централізованого керування єврейським життям. Було розпущено політичні партії, поступово закривалися школи з викладанням на івриті, націоналізовано єврейські кооперативи та школи з викладанням мовою їдиш. Більшість суспільних та культурних інституцій було ліквідовано, а на їх місці влада утворила Суспільно-культурне товариство євреїв у Польщі, яке стало майданчиком для поширення державних політичних бачень. Релігійні спільноти було зібрано в Релігійний союз юдаїзму (пол. Związek Religijny Wyznania Mojżeszowego). Театри було реорганізовано в єдину установу, Державний єврейський театр (пол. Państwowy Teatr Żydowski), через який держава контролювала кадрову політику та репертуар. Спершу Державний єврейський театр керував трьома театрами — у Варшаві, Вроцлаві та Лодзі. Згодом залишився тільки варшавський театр. Було націоналізовано і пресу: відтоді могла виходити лише щоденна газета Fołks Sztyme та літературний місячник Jidisze Szriftn. Також могло діяти єдине книжкове видавництво, засноване наприкінці 1947 року Idisz Buch. Це видавництво за 21 рік існування опублікувало 350 книг і на початку 1950 років стало одним із найпотужніших осередків друку літератури мовою їдиш у світі. Тут було видано низку знаменитих творів єврейської літератури, але у політичних аспектах видавництво діяло виключно згідно з державною лінією.
Частина польських євреїв брала активну участь в побудові комуністичного режиму в Польщі протягом 1944—1956 років, перебуваючи на високих посадах в ПОРП (до прикладу, Якуб Берман, Гіларі Мінц — серед іншого, він був відповідальним за відбудову економіки за комуністичною моделлю)), службах безпеки (зокрема в Міністерстві громадської безпеки, військових та цивільних судах, Головному управлінні інформації, Корпусі внутрішньої безпеки, Громадянській міліції, в структурах пенітенціарної служби), а також у дипломатії та розвідці (Марсель Райх-Раницький). За даними аналізу Інституту національної пам'яті, у 1944-54 роках 37,1 % осіб, які обіймали керівні посади в Міністерстві громадської безпеки мали єврейське походження (167 із 450 осіб); в усіх подібних органах їх частка була надзвичайно високою. На високих посадах в Міністерстві громадської безпеки знаходились, серед іншого: Роман Ромковський (справжнє ім'я Натан Ґріншпан-Кікєль), Мечислав Метковський (справжнє ім'я Мойжеш Бобровицький), Леон Анджеєвський (справжнє ім'я Айзен Лайб Вольф), Юзеф Ружанський (справжнє ім'я Юзеф Ґолдберґ), Едвард Калецький (справжнє ім'я Шимон Еліяш Тененбаум), Людвік Пшисуський (справжнє ім'я Саломон Пшисуський), Міхал Табориський (справжнє ім'я Мойжеш Табориський), Зиґмунт Брауде, Зиґмунт Окрент (справжнє ім'я Нехеміаш Окрент), Юзеф Чаплицький (справжнє ім'я Ізидор Курц), Юліан Конар (справжнє ім'я Юліан Якуб Кохн), Александер Вольський (справжнє ім'я Саломон Дишко), Юзеф Кратко, Бернард Конєчни (справжнє прізвище Бернштен), Юлія Бристіґер, Вацлав Комар (справжнє ім'я Мендель Коссой), Марек Фінк (справжнє ім'я Марк Фінкєнберґ), Юзеф Швятло (справжнє ім'я Ізаак Флейсхфарб), Генрик Пясецький (справжнє ім'я Ізраель Хаїм Пессес).
Після 1956 року під час процесу десталінізації за правління Владислава Гомулки окремі функціонери єврейського походження, серед яких Роман Ромковскі, Юзеф Ружаньскі та Анатоль Фейґін були засуджені за звинуваченнями у зловживанні силою та катуванні польських антикомуністів (в тому числі Вітольда Пілецького). Більшість, однак, уникнула ув'язнення, зокрема за кордонами Польщі. Так вчинили Стефан Міхнік, Гелена Воліньська, Саломон Морель. Діяч Міністерства громадської безпеки, Юзеф Швятло, після своєї втечі на Захід у 1953 році за посередництвом Радіо Вільна Європа розкрив методи, які використовувались його Міністерством. Це призвело до того, що у 1954 році Міністерство громадської безпеки було розпущене.
Під час відносної лібералізації комуністичного режиму влада знову дозволила євреям емігрувати. Роки перебування в централізованій тоталітарній системі та випадки антисемітизму стали причиною того, до від 1956 до 1959 року близько 50 тисяч євреїв залишили Польщу, зменшивши кількість тих, хто тут залишився, до близько 30 тисяч.

### 1967—1989
У 1967 році внаслідок підтримки Радянським союзом арабських країн у Шестиденній війні комуністична Польща розірвала дипломатичні стосунки з Ізраїлем. З тієї ж причини багато поляків приховано підтримувало у цьому конфлікті ізраїльтян. До 1968 року євреї, які залишилися в країні, були асимільовані з польською спільнотою, але, попри це, вони стали об'єктом організованої держапаратом акції, коли єврейське походження стало дорівнювати сіонізму, який влада характеризувала як нелояльність щодо Польщі.
У березні 1968 року студентська демонстрація у Варшаві дала підстави урядові Владислава Гомулки до початку антисемітської кампанії. Шеф служби безпеки, Мечислав Мочар, офіційно використовував антисіоністську риторику, але в суспільній думці ці промови мали бути пов'язані з усіма євреями взагалі. В результаті кампанії євреїв було виключено з ПОРП, усунуто з керівних посад на підприємствах, від праці в школах та університетах. З політичних та економічних причин 20 тисяч євреїв були змушені емігрувати у 1968—1970 роках. Кампанія, попри свою спрямованість проти євреїв, які займали високі посади в сталінську епоху, зашкодила і переважно асимільованим польським євреям незалежно від їх поглядів. Березневі події також суттєво зіпсували імідж країни на Заході, зокрема, стосунки зі США. Частина «березневих емігрантів» приєдналася до закордонних організацій, які підтримували польську опозицію, зокрема свободу Польщі від СРСР та компартії.
Наприкінці 1970-х років низка осіб єврейського походження брала активну участь у діяльності нелегальних опозиційних груп (серед них Адам Міхнік, Кароль Модзелевскі, Броніслав Геремек, Людвік Когн, Анєла Стейнсберґова, Северин Блюмштайн). На момент краху комунізму в Польщі у 1989 році по всій країні жило тільки 5-10 тисяч євреїв.

## Від 1989 року

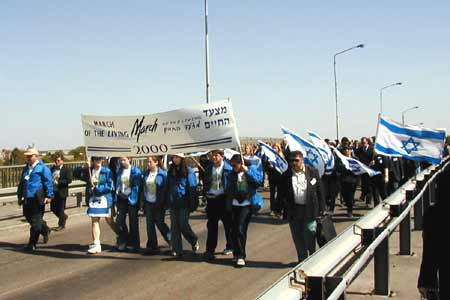
Марш живих. 2000 рік

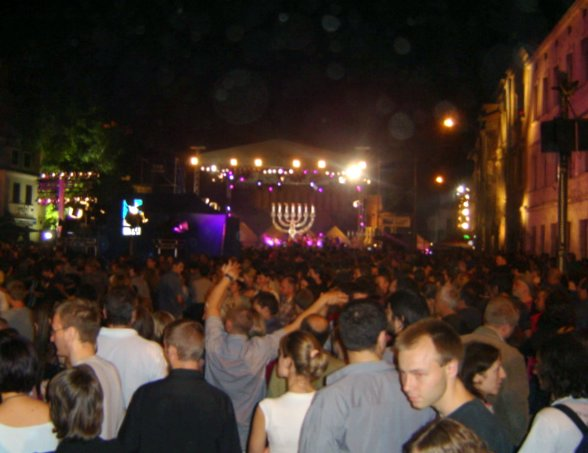
Szalom na Szerokiej — фінальний концерт

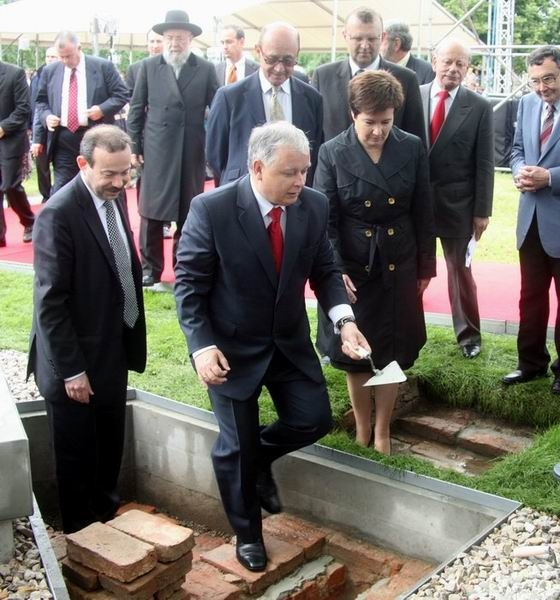
Урочисте закладання наріжного каменю Музею історії польських євреїв Президентом Польщі Лехом Качинським

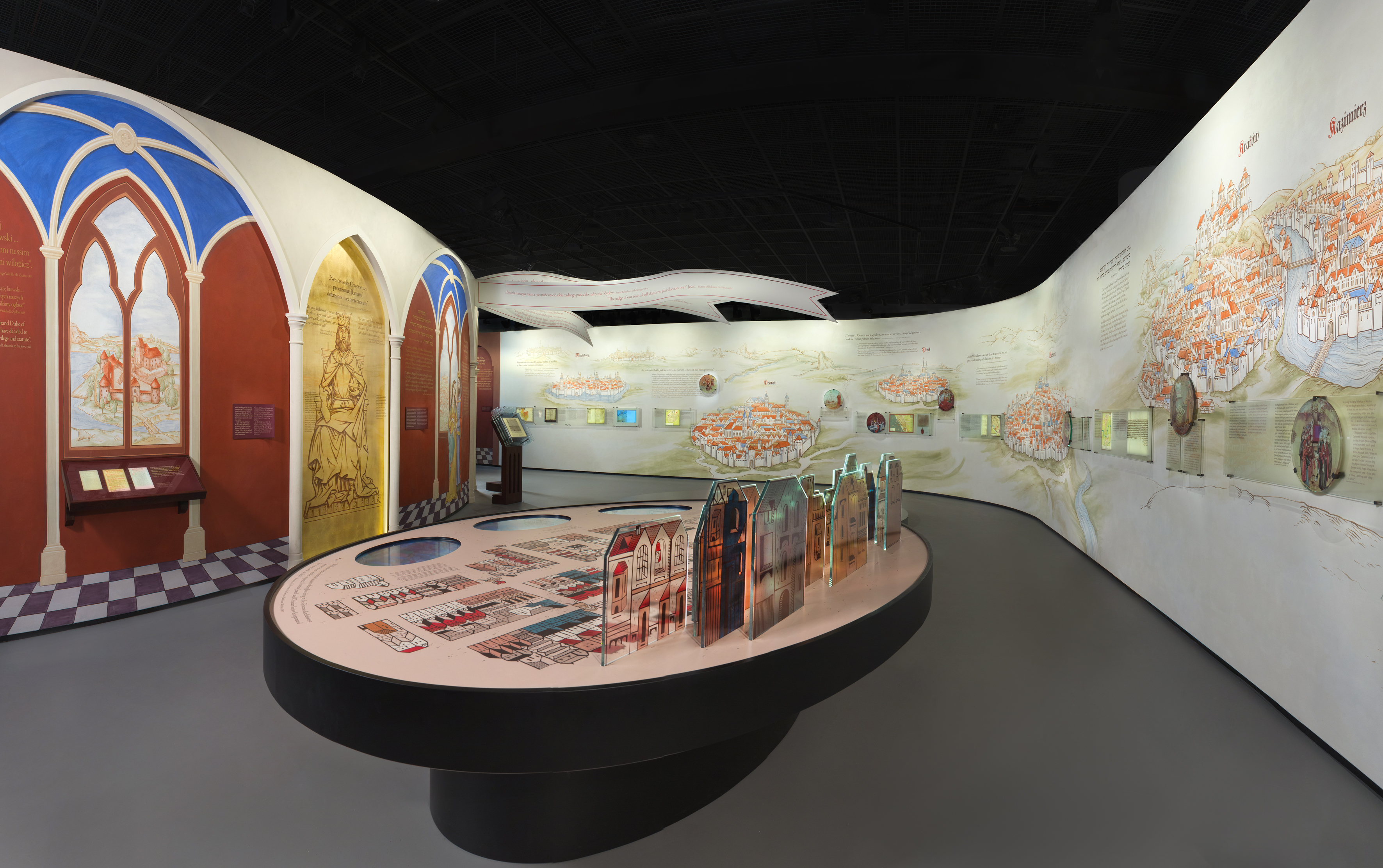
Одна із виставкових зал Музею історії польських євреїв

Починаючи від 90-х років XX століття триває відродження релігійного та культурного життя польських євреїв. Відкриваються релігійні ґміни та заклади освіти. Заблоковані до того часу комуністичною цензурою історичні питання (зокрема пов'язані з Другою світовою війною та періодом від війни до 1989 року, такі, як погром у Єдвабному, різанина в Конюхах, масове вбивство в Налібоках, погром у Кельцях чи польсько-єврейські стосунки протягом війни в цілому) стали об'єктом нових досліджень та оцінок. Так само досліджуються і питання участі євреїв у комуністичних злочинах проти поляків одразу після війни.
За даними дослідження організації Coordination Forum of Countering Antisemitism, від січня 2001 до листопада 2005 року в Польщі трапилось 18 антисемітських інцидентів. Половина з них мала політичний характер, 8 були актами вандалізму або профанації, а один випадок був вербальним актом. Антисемітських нападів із застосуванням зброї в країні не було зафіксовано. Попри те, що, за даними статистичних досліджень у 2005 році, відсоток населення в Польщі, яке поділяє антисемітські погляди, є вищим від рівня окремих країн Західної Європи, ставлення поляків до євреїв з того часу покращується.
За даними опитування, проведеного CBOS у січні 2010 року (анкетованим потрібно було охарактеризувати своє ставлення до інших народів), 27 % опитаних відчуває неприязнь стосовно євреїв, 31 % — симпатію, 35 % нейтральні щодо них, а 7 % не визначилися з відповіддю. Респондентів також просили означити свої відчуття за допомогою простої шкали: від −3 (сильна антипатія) до +3 (сильна симпатія), тоді коли 0 означав нейтральне ставлення. Середнє значення ставлення до євреїв склала +0,05. У подібному дослідженні за січень 2005 року неприязнь задекларували 45 %, симпатію 18 %, нейтральне ставлення 29 %, а середнє значення склало −0,67.
Після 1989 року релігійне життя польських євреїв відродилося, серед іншого, з допомогою Фундації Рональда С. Лаудера. У 1993 році виник Союз єврейських релігійних спільнот у Польщі, головною метою якого є організація релігійного та культурного життя членів єврейської спільноти в Польщі. 23 лютого 2008 року в Лодзі був утворений Рабінат Польщі (перша головна рада рабинів з часів інтербелуму). Єврейська релігійна спільнота оплачує працю дев'яти рабинів (ZGWŻ — 5, Beit Warszawa — 2, Хабад — 2), керує невеликою кількістю шкіл, організовує літні табори, видає низку найменувань преси та інші публікації.
Варшавський, Яґеллонський, Вроцлавський університети готують фахівців із юдаїстики. В Кракові запрацював Центр єврейської культури, який сприяв проведенню низки культурних та освітніх програм для неєвреїв.
Могили цадиків (до прикладу, Цві Елімелеха, Елімелеха з Лежайська чи Давида Бідермана) щороку відвідують тисячі хасидів.
Серед країн комуністичного блоку, які (за винятком Румунії) розірвали дипломатичні стосунки з Ізраїлем у 1967 році, Польща першою їх відновила (частково — у 1986 році, повністю — в 1990 році). Організації з Польщі допомагали в масовій еміграції євреїв з СРСР. Зараз міжурядові стосунки між двома країнами приязні, наслідком чого є взаємні візити президентів та міністрів закордонних справ.
Польські політики єврейського походження виконували в III Речі Посполитій важливі державницькі функції: Броніслав Геремек був міністром закордонних справ у 1997—2000 роках, Адам Ротфельд очолював те ж саме міністерство у 2005 році[ а Стефан Меллер протягом 2005—2006 років; Марек Боровскі виконував функції віце-прем'єр-міністра та міністра фінансів протягом 1993—1994 років та маршалка Сейму протягом 2001—2004 років; Людвік Дорн у 2005—2007 роках був віце-прем'єр-міністром та міністром внутрішніх справ й адміністрації, а у 2007 році — маршалком Сейму.
За останні роки в Польщі відбулась низка заходів, пов'язаних із Голокостом. У вересні 2000 року державні чиновники найвищого рангу з Польщі, Ізраїлю, США та інших країн (зокрема і князь Хассан з Йорданії) зібралися в Освенцимі задля участі у відкритті синагоги Хевра Ломдей Мішнайот і Єврейського центру в Освенцимі. Єдина синагога міста, яка залишилася в Освенцимі після Другої світової війни, діє як центр освіти та культури. Гості можуть тут молитися та вивчати історію єврейської спільноти, що жила у довоєнному Освенцимі. Ця божниця стала першим об'єктом, повернутим польською державою єврейській громаді після прийняття у 1997 році закону щодо реституції єврейського майна.
Крім того, щороку в квітні відбувається так званий Марш живих з Аушвіца до Біркенау, в якому беруть участь як поляки, так і ізраїльтяни. До масштабних єврейських фестивалів в Польщі належать також Фестиваль єврейської культури в Кракові (відбувається, починаючи з 1988 року) і Фестиваль єврейської культури у Варшаві (від 2004 року).
Важливою подією стало утворення у 2005 році Музею історії польських євреїв. Він був заснований з ініціативи Товариства "Єврейський історичний інститут" (SŻIH) і став одним із перших закладів у Польщі, який діє на основі державно-приватного партнерства. Він виник і діє завдяки фінансам, які надає уряд (Міністерство культури та національної спадщини Польщі), орган місцевого самоврядування (столичне місто Варшава) та неурядова організація, що акумулює пожертви від меценатів з Польщі та з-за кордону (SŻIH). Музей виконує дві функції: традиційного музею та культурно-освітнього центру. Експозиція не сконцентрована на тематиці Другої світової війни та Голокосту, натомість показує вклад євреїв у розвиток польської культури, літератури та економіки. Громадськість змогла побачити будинок музею зсередини 19 квітня 2013 року. Це так зване «мале відкриття» було приурочене до 70-ї річниці повстання у варшавському гетто. Урочисте відкриття постійної експозиції «1000 lat historii Żydów polskich» (укр. 1000 років історії польських євреїв) президентом Польщі Броніславом Коморовським та президентом Ізраїлю Реувеном Рівліном відбулося 28 жовтня 2014 року. Крім них, в урочистостях взяли участь прем'єр-міністр Польщі Ева Копач, маршалок Сейму Радослав Сікорський, маршалок Сенату Богдан Борусевич та президент Варшави Ганна Гронкевич-Вальц.
У 2000-х число євреїв у Польщі оцінювалося у 8-12 тисяч осіб, які переважно мешкали у Варшаві, Кракові, Лодзі, Вроцлаві, Катовицях, Щеціні, Бельсько-Бялій, Легніці та в окремих менших населених пунктах. Однак офіційних даних, які підтвердили б цю цифру, немає. За даними Центру Мойсея Схорра, реальна кількість євреїв може бути значно вищою, оскільки не всі громадяни Польщі єврейської національності є релігійними. Центр припускає, що в країні проживає близько 100 тисяч євреїв (за іншими даними — навіть 150 тисяч), серед яких 30-40 тисяч безпосередньо пов'язані з єврейською культурою чи релігією.
Польща є однією з небагатьох країн, в якій кількість євреїв збільшується. Цей процес є наслідком відкривання єврейських коренів та повернення до юдаїзму молоді (часто у третьому поколінні), у меншій мірі репатріації (повернення частини «березневих емігрантів» та їх нащадків), імміграції з інших країн (Росії, Ізраїлю, США) чи конверсії.